# Lijst van nachtpauwogen
Deze lijst van nachtpauwogen is een poging tot het opsommen van alle wetenschappelijke namen van vlindersoorten uit de familie van de nachtpauwogen (Saturniidae).
1. Actias angulocaudata Naumann & Bouyer, 1998
2. Actias artemis (Bremer & Gray, 1853)
3. Actias australovietnama Brechlin, 2000
4. Actias callandra Jordan, 1911
5. Actias chapae Mell, 1950
6. Actias dubernardi (Oberthuer, 1897)
7. Actias felicis (Oberthuer, 1896)
8. Actias gnoma (Butler, 1877)
9. Actias groenendaeli Roepke, 1954
10. Actias ignescens Moore, 1877
11. Actias isis Sonthonnax, 1897
12. Actias kongjiara Chu & Wang, 1993
13. Actias laotiana Testout, 1936
14. Actias luna (Linnaeus, 1758)
15. Actias maenas (Doubleday, 1847)
16. Actias neidhoeferi Ong & Yu, 1968
17. Actias omeishana Watson, 1912
18. Actias parasinensis Brechlin, 2009
19. Actias philippinica Naessig & Treadaway, 1997
20. Actias rhodopneuma Roeber, 1925
21. Actias rosenbergii (Kaup, 1895)
22. Actias selene (Huebner, 1806)
23. Actias sinensis (Walker, 1855)
24. Actias truncatipennis (Sonthonnax, 1899)
25. Adafroptilum acuminatum (Darge, 2003)
26. Adafroptilum acutum (Darge, Naumann & Brosch, 2003)
27. Adafroptilum austriorientale Darge, 2008
28. Adafroptilum bellum (Darge, Naumann & Brosch, 2003)
29. Adafroptilum coloratum (Darge, Naumann & Brosch, 2003)
30. Adafroptilum convictum Darge, 2007
31. Adafroptilum hausmanni Darge, 2007
32. Adafroptilum incanum (Sonthonnax, 1899)
33. Adafroptilum indivisum (Darge, 2003)
34. Adafroptilum kitongaensis Darge, 2006
35. Adafroptilum lejorai Darge, 2005
36. Adafroptilum mikessensis Darge, 2007
37. Adafroptilum occidaneum Darge, 2008
38. Adafroptilum permixtum (Darge, 2003)
39. Adafroptilum quinquevitreatum Darge, 2005
40. Adafroptilum rotundum (Darge, 2003)
41. Adafroptilum rougerii Darge, 2006
42. Adafroptilum scheveni (Darge, 2003)
43. Adafroptilum schmiti Darge, 2005
44. Adafroptilum septiguttata (Weymer, 1903)
45. Adafroptilum singularum (Darge, Naumann & Brosch, 2003)
46. Adafroptilum sommereri Darge, 2005
47. Adafroptilum tricoronatum (Darge, Naumann & Brosch, 2003)
48. Adafroptilum tuberculatum (Darge, Naumann & Brosch, 2003)
49. Adeloneivaia acuta (Schaus, 1896)
50. Adeloneivaia bellardi (Schaus, 1928)
51. Adeloneivaia boisduvalii (Doumet, 1859)
52. Adeloneivaia catharina (Bouvier, 1927)
53. Adeloneivaia catoxantha (W. Rothschild, 1907)
54. Adeloneivaia fallax (Boisduval, 1872)
55. Adeloneivaia irrorata (Schaus, 1900)
56. Adeloneivaia isara (Dognin, 1905)
57. Adeloneivaia jason (Boisduval, 1872)
58. Adeloneivaia minuta (Bouvier, 1927)
59. Adeloneivaia pelias (W. Rothschild, 1907)
60. Adeloneivaia sabulosa (W. Rothschild, 1907)
61. Adeloneivaia schubarti Rego Barros & Mielke, 1970
62. Adeloneivaia subangulata (Herrich-Schaeffer, 1855)
63. Adeloneivaia wellingi Lemaire, 1982
64. Adelowalkeria caeca Lemaire, 1969
65. Adelowalkeria eugenia (Druce, 1904)
66. Adelowalkeria flavosignata (Walker, 1865)
67. Adelowalkeria plateada (Schaus, 1905)
68. Adelowalkeria torresi Travassos & May, 1941
69. Adelowalkeria tristygma (Boisduval, 1872)
70. Adetomeris erythrops (Blanchard, 1852)
71. Adetomeris microphthalma (Izquierdo, 1895)
72. Agapema dyari Cockerell, 1914
73. Agapema galbina (Clemens, 1860)
74. Agapema homogena Dyar, 1908
75. Agapema solita Ferguson, 1972
76. Aglia ingens Naumann et al., 2003
77. Aglia tau (Linnaeus, 1758)
78. Almeidaia aidae O. Mielke & Casagrande, 1981
79. Almeidaia romualdoi Travassos, 1937
80. Almeidella almeidai Oiticica, 1946
81. Almeidella approximans (Schaus, 1920)
82. Almeidella corrupta (Schaus, 1913)
83. Ancistrota plagia Huebner, 1819
84. Anisota assimilis (Druce, 1886)
85. Anisota consularis Dyar, 1896
86. Anisota dissimilis (Boisduval, 1872)
87. Anisota finlaysoni Riotte, 1969
88. Anisota kendallorum Lemaire, 1988
89. Anisota leucostygma (Boisduval, 1872)
90. Anisota manitobensis Mc Dunnough, 1921
91. Anisota oslari W. Rothschild, 1907
92. Anisota peigleri Riotte, 1975
93. Anisota punctata Riotte & Peigler, 1981
94. Anisota senatoria (J.E. Smith, 1797)
95. Anisota stigma (Fabricius, 1775)
96. Anisota virginiensis (Drury, 1773)
97. Antheraea alleni Holloway, 1987
98. Antheraea alorensis U. Paukstadt & L.h. Paukstadt, 2005
99. Antheraea andamana Moore, 1877
100. Antheraea billitonensis Moore, 1878
101. Antheraea broschi Naumann, 2001
102. Antheraea brunei Allen & Holloway, 1986
103. Antheraea celebensis Watson, 1915
104. Antheraea cernyi Brechlin, 2002
105. Antheraea cihangiri Naumann & Naessig, 1998
106. Antheraea cingalesa Moore, 1883
107. Antheraea compta Rothschild, 1899
108. Antheraea cordifolia Weymer, 1906
109. Antheraea crypta Chu & Wang, 1993
110. Antheraea diehli Lemaire, 1979
111. Antheraea exspectata Brechlin, 2000
112. Antheraea fickei Weymer, 1909
113. Antheraea frithi Moore, 1859
114. Antheraea fusca Rothschild, 1903
115. Antheraea gephyra Niepelt, 1926
116. Antheraea godmani (Druce, 1892)
117. Antheraea gschwandneri Niepelt, 1918
118. Antheraea gulata Naessig & Treadaway, 1998
119. Antheraea hagedorni Naumann & Lourens, 2008
120. Antheraea halconensis U. Paukstadt & Brosch, 1996
121. Antheraea harndti Naumann, 1999
122. Antheraea helferi Moore, 1859
123. Antheraea hollowayi Naessig & Naumann, 1998
124. Antheraea imperator Watson, 1913
125. Antheraea jakli Naumann, 2008
126. Antheraea jana (Stoll, 1782)
127. Antheraea kageri U. Paukstadt, L. Paukstadt & Suhardjono, 1997
128. Antheraea kelimutuensis U. Paukstadt, L. Paukstadt & Suhardjono, 1997
129. Antheraea knyvetti Hampson, 1893
130. Antheraea lampei Naessig & Holloway, 1989
131. Antheraea larissa (Westwood, 1847)
132. Antheraea larissoides Bouvier, 1928
133. Antheraea lorosae M.D. Lane, Naumann & D.A. Lane, 2004
134. Antheraea meisteri Brechlin, 2002
135. Antheraea mentawai Naessig, Lampe & Kager, 2002
136. Antheraea minahassae Niepelt, 1926
137. Antheraea montezuma (Salle, 1856)
138. Antheraea moultoni Watson, 1927
139. Antheraea myanmarensis U. Paukstadt, L. Paukstadt & Brosch, 1998
140. Antheraea mylitta (Drury, 1773)
141. Antheraea mylittoides Bouvier, 1928
142. Antheraea paphia Linnaeus, 1758
143. Antheraea pasteuri Bouvier, 1928
144. Antheraea paukstadtorum Naumann, Holloway & Naessig, 1996
145. Antheraea pedunculata Bouvier, 1936
146. Antheraea pelengensis Brechlin, 2000
147. Antheraea pernyi (Guerin-Meneville, 1855)
148. Antheraea perrottetii (Guerin-Meneville, 1843)
149. Antheraea platessa Rothschild, 1903
150. Antheraea polyphemus (Cramer, 1775)
151. Antheraea pratti Bouvier, 1928
152. Antheraea prelarissa Bouvier, 1928
153. Antheraea raffrayi Bouvier, 1928
154. Antheraea ranakaensis U. Paukstadt, L. Paukstadt & Suhardjono, 1997
155. Antheraea rosemariae Holloway, Naessig & Naumann, 1995
156. Antheraea roylii Moore, 1859
157. Antheraea rubicunda Brechlin, 2009
158. Antheraea rumphii (Felder, 1861)
159. Antheraea schroederi U. Paukstadt, Brosch & L. Paukstadt, 1999
160. Antheraea semperi C. & R. Felder, 1861
161. Antheraea steinkeorum U. Paukstadt, L. Paukstadt & Brosch, 1999
162. Antheraea subcaeca Bouvier, 1928
163. Antheraea sumatrana Niepelt, 1926
164. Antheraea sumbawaensis Brechlin, 2000
165. Antheraea superba Inoue, 1964
166. Antheraea surakarta Moore, 1862
167. Antheraea taripaensis Naumann, Naessig & Holloway, 1996
168. Antheraea tenggarensis Brechlin, 2000
169. Antheraea ulrichbroschi U. & L. Paukstadt, 1999
170. Antheraea viridiscura Holloway, Naessig & Naumann, 1996
171. Antheraea yamamai (Guerin-Meneville, 1861)
172. Antheraeopsis assamensis (Helfer, 1837)
173. Antheraeopsis brunnea van Eecke, 1922
174. Antheraeopsis castanea Jordan, 1910
175. Antheraeopsis chengtuana Watson, 1923
176. Antheraeopsis formosana Sonan, 1937
177. Antheraeopsis mezops Bryk, 1944
178. Antheraeopsis paniki Naessig & Treadaway, 1998
179. Antheraeopsis rubiginea Toxopeus, 1940
180. Antheraeopsis rudloffi Brechlin, 2002
181. Antheraeopsis subvelata Bouvier, 1930
182. Antheraeopsis youngi Watson, 1915
183. Antheraeopsis yunnanensis Chu & Wang, 1993
184. Antherina suraka (Boisduval, 1833)
185. Antistathmoptera daltonae Tams, 1935
186. Antistathmoptera granti Bouyer, 2006
187. Archaeoattacus edwardsii (White, 1859)
188. Archaeoattacus staudingeri (Rothschild, 1895)
189. Argema besanti (Rebel, 1895)
190. Argema kuhnei Pinhey, 1969
191. Argema mimosae (Boisduval, 1847)
192. Argema mittrei (Guerin-Meneville, 1846)
193. Arias inbio Lemaire, 1995
194. Arsenura albopicta Jordan, 1922
195. Arsenura archianassa Draudt, 1930
196. Arsenura armida (Cramer, 1779)
197. Arsenura aspasia (Herrich-Schaeffer, 1853)
198. Arsenura batesii (R. Felder & Rogenhofer, 1874)
199. Arsenura beebei (Fleming, 1945)
200. Arsenura biundulata Schaus, 1906
201. Arsenura ciocolatina Draudt, 1930
202. Arsenura cymonia (W. Rothschild, 1907)
203. Arsenura delormei Bouvier, 1929
204. Arsenura drucei Schaus, 1906
205. Arsenura jennetae Wolfe, Conlan & Kelly, 2000
206. Arsenura meander (Walker, 1855)
207. Arsenura mossi Jordan, 1922
208. Arsenura orbignyana (Guerin-Meneville, 1844)
209. Arsenura pandora (Klug, 1836)
210. Arsenura polyodonta (Jordan, 1911)
211. Arsenura ponderosa W. Rothschild, 1895
212. Arsenura rebeli Gschwander, 1920
213. Arsenura sylla (Cramer, 1779)
214. Arsenura thomsoni Schaus, 1906
215. Arsenura xanthopus (Walker, 1855)
216. Athletes albicans Rougeot, 1955
217. Athletes ethra (Westwood, 1849)
218. Athletes gigas (Sonthonnax, 1902)
219. Athletes nyanzae Rebel, 1904
220. Athletes semialba (Sonthonnax, 1904)
221. Attacus atlas (Linnaeus, 1758)
222. Attacus aurantiacus W. Rothschild, 1895
223. Attacus caesar Maassen, 1873
224. Attacus crameri C. Felder, 1861
225. Attacus dohertyi W. Rothschild, 1895
226. Attacus erebus Fruhstorfer, 1904
227. Attacus inopinatus Jurriaanse & Lindemans, 1920
228. Attacus intermedius Jurriaanse & Lindemans, 1920
229. Attacus lemairei Peigler, 1985
230. Attacus lorquinii C. & R. Felder, 1861
231. Attacus mcmulleni Watson, 1914
232. Attacus paraliae Peigler, 1985
233. Attacus suparmani U. & L. Paukstadt, 2002
234. Attacus taprobanis Moore, 1882
235. Attacus wardi W. Rothschild, 1910
236. Aurivillius aratus (Westwood, 1849)
237. Aurivillius cadioui Bouyer, 2008
238. Aurivillius drumonti Bouyer, 2008
239. Aurivillius horsini Bouvier, 1927
240. Aurivillius jolyanorum Bouyer, 1999
241. Aurivillius oberthuri Bouvier, 1927
242. Aurivillius seydeli Rougeot, 1966
243. Aurivillius triramis Rothschild, 1907
244. Automerella aurora (Maassen & Weyding, 1885)
245. Automerella flexuosa (R. Felder & Rogenhofer, 1874)
246. Automerella miersi Lemaire & C. Mielke, 1998
247. Automerina auletes (Herrich-Schaeffer, 1854)
248. Automerina beneluzi Lemaire, 2002
249. Automerina carina Meister, Naumann & Brechlin, 2005
250. Automerina caudatula (R. Felder & Rogenhofer, 1874)
251. Automerina cypria (Gmelin, 1790)
252. Automerina vala (Kirby, 1871)
253. Automeris abdominalis (R. Felder & Rogenhofer, 1874)
254. Automeris ahuitzotli Lemaire & Wolfe, 1993
255. Automeris alticola Lemaire, 1975
256. Automeris amanda Schaus, 1900
257. Automeris amoena (Boisduval, 1875)
258. Automeris andicola Bouvier, 1930
259. Automeris annulata Schaus, 1906
260. Automeris arminia (Stoll, 1781)
261. Automeris atrolimbata Lemaire, 2002
262. Automeris averna Druce, 1886
263. Automeris balachowskyi Lemaire, 1966
264. Automeris banus (Boisduval, 1875)
265. Automeris basalis (Walker, 1855)
266. Automeris beckeri (Herrich-Schaeffer, 1856)
267. Automeris belti Druce, 1886
268. Automeris beutelspacheri Lemaire, 2002
269. Automeris bilinea (Walker, 1855)
270. Automeris boops (R. Felder & Rogenhofer, 1874)
271. Automeris boucardi Druce, 1886
272. Automeris boudinoti Lemaire, 1982
273. Automeris boudinotiana Lemaire, 1986
274. Automeris castrensis Schaus, 1898
275. Automeris caucensis Lemaire, 1976
276. Automeris cecrops (Boisduval, 1875)
277. Automeris celata Lemaire, 1969
278. Automeris chacona Draudt, 1929
279. Automeris chaconoides Brechlin & Meister, 2008
280. Automeris cinctistriga (R. Felder & Rogenhofer, 1874)
281. Automeris claryi Naumann, Brosch & Wenczel, 2005
282. Automeris colenon Dyar, 1912
283. Automeris complicata (Walker, 1855)
284. Automeris coresus Boisduval, 1859
285. Automeris cryptica Dognin, 1911
286. Automeris curvilinea Schaus, 1906
287. Automeris dandemon Dyar, 1912
288. Automeris daudiana Druce, 1894
289. Automeris denhezorum Lemaire, 1966
290. Automeris denticulata Conte, 1906
291. Automeris descimoni Lemaire, 1972
292. Automeris despicata Draudt, 1929
293. Automeris diavolanda Naumann, Brosch & Wenczel, 2005
294. Automeris dognini Lemaire, 1967
295. Automeris duchartrei Bouvier, 1936
296. Automeris egeus (Cramer, 1775)
297. Automeris elenensis Lemaire, 2002
298. Automeris eogena (R. Felder & Rogenhofer, 1874)
299. Automeris escalantei Lemaire, 1969
300. Automeris excreta Draudt, 1929
301. Automeris exigua Lemaire, 1977
302. Automeris falco Jordan, 1910
303. Automeris fieldi Lemaire, 1969
304. Automeris fletcheri Lemaire, 1966
305. Automeris gabriellae Lemaire, 1966
306. Automeris godartii (Boisduval, 1875)
307. Automeris goiasensis Lemaire, 1977
308. Automeris goodsoni Lemaire, 1966
309. Automeris grammodes Jordan, 1910
310. Automeris granulosa Conte, 1906
311. Automeris hamata Schaus, 1906
312. Automeris harrisorum Lemaire, 1967
313. Automeris haxairei Herbin, 2003
314. Automeris hebe (Walker, 1865)
315. Automeris heppneri Lemaire, 1982
316. Automeris iguaquensis Lemaire & Amarillo, 1992
317. Automeris illustris (Walker, 1855)
318. Automeris incarnata (Walker, 1865)
319. Automeris innoxia Schaus, 1906
320. Automeris inornata (Walker, 1855)
321. Automeris io (Fabricius, 1775)
322. Automeris iris (Walker, 1865)
323. Automeris janus (Cramer, 1775)
324. Automeris jivaros Dognin, 1890
325. Automeris jucunda (Cramer, 1779)
326. Automeris jucundoides Schaus, 1906
327. Automeris kopturae Lemaire, 1982
328. Automeris labriquei Naumann, Brosch & Wenczel, 2005
329. Automeris lachaumei Lemaire, 2002
330. Automeris larra (Walker, 1855)
331. Automeris latenigra Lemaire, 1967
332. Automeris lauroia Oiticica Filho, 1965
333. Automeris lauta F. Johnson & Michener, 1948
334. Automeris lecourti Decaens & Herbin, 2002
335. Automeris lemairei Beutelspacher, 1990
336. Automeris lemensis Lemaire, 1972
337. Automeris liberia (Cramer, 1780)
338. Automeris louisiana Ferguson & Brou, 1981
339. Automeris macphaili Schaus, 1921
340. Automeris maeonia (Druce, 1897)
341. Automeris manantlanensis Balcazar, 2000
342. Automeris margaritae Lemaire, 1967
343. Automeris masti Lemaire, 1972
344. Automeris melanops (Walker, 1865)
345. Automeris melmon Dyar, 1912
346. Automeris meridionalis Bouvier, 1934
347. Automeris metzli (Salle, 1853)
348. Automeris micheneri Lemaire, 1966
349. Automeris michoacana Balcazar, 2000
350. Automeris midea (Maassen & Weyding, 1885)
351. Automeris moloneyi Druce, 1897
352. Automeris montezuma (Boisduval, 1875)
353. Automeris moresca Schaus, 1906
354. Automeris muscula (Vuillot, 1892)
355. Automeris napoensis Lemaire, 2002
356. Automeris naranja Schaus, 1898
357. Automeris nebulosa Conte, 1906
358. Automeris niepelti Draudt, 1929
359. Automeris nubila (Walker, 1855)
360. Automeris oaxacensis Lemaire, 2002
361. Automeris oberthurii (Boisduval, 1875)
362. Automeris oiticicai Lemaire, 1966
363. Automeris orestes (Boisduval, 1875)
364. Automeris ovalina Conte, 1906
365. Automeris pallidior Draudt, 1929
366. Automeris paramaculata Lemaire, 1966
367. Automeris patagoniensis Lemaire, M.J. Smith & Wolfe, 1992
368. Automeris peigleri Lemaire, 1981
369. Automeris phrynon Druce, 1897
370. Automeris pomifera Schaus, 1906
371. Automeris postalbida Schaus, 1900
372. Automeris praemargaritae Lemaire, 2002
373. Automeris randa Druce, 1894
374. Automeris rectilinea Bouvier, 1927
375. Automeris rostralis Lemaire, 2002
376. Automeris rougeoti Lemaire, 1967
377. Automeris schwartzi Lemaire, 1967
378. Automeris stacieae Lemaire & Wolfe, 1993
379. Automeris styx Lemaire, 1982
380. Automeris submacula (Walker, 1855)
381. Automeris suteri Naumann, Brosch & Wenczel, 2005
382. Automeris sylviae Decaens, 2005
383. Automeris tamsi Lemaire, 1966
384. Automeris tatiae Naumann, Brosch & Wenczel, 2005
385. Automeris themis Dognin, 1919
386. Automeris tridens Herrich-Schaeffer, 1855
387. Automeris tristis (Boisduval, 1875)
388. Automeris umbrosa Weymer, 1906
389. Automeris vomona Schaus, 1906
390. Automeris watsoni Lemaire, 1966
391. Automeris wayampi Lemaire & Beneluz, 2002
392. Automeris windiana Lemaire, 1972
393. Automeris zephyria (Grote, 1882)
394. Automeris zozine Druce, 1886
395. Automeris zugana Druce, 1886
396. Automeris zurobara Druce, 1886
397. Automeropsis umbrata (Boisduval, 1875)
398. Bathyphlebia aglia R. Felder & Rogenhofer, 1874
399. Bathyphlebia eminens (Dognin, 1891)
400. Bathyphlebia johnsoni Oiticica & Michener, 1950
401. Bathyphlebia rufescens Oiticica & Michener, 1950
402. Bunaea alcinoe (Stoll, 1780)
403. Bunaea aslauga Kirby, 1877
404. Bunaea vulpes Oberthuer, 1916
405. Bunaeopsis angolana (Le Cerf, 1918)
406. Bunaeopsis annabellae Lemaire & Rougeot, 1975
407. Bunaeopsis arabella (Aurivillius, 1893)
408. Bunaeopsis aurantiaca (Rothschild, 1895)
409. Bunaeopsis bomfordi Pinhey, 1962
410. Bunaeopsis chromata Darge, 2003
411. Bunaeopsis clementi Lemaire & Rougeot, 1975
412. Bunaeopsis ferruginea (Bouvier, 1927)
413. Bunaeopsis fervida Darge, 2003
414. Bunaeopsis francottei Darge, 1992
415. Bunaeopsis hersilia (Westwood, 1849)
416. Bunaeopsis jacksoni (Jordan, 1908)
417. Bunaeopsis licharbas (Maassen & Weyding, 1885)
418. Bunaeopsis lueboensis Bouvier, 1931
419. Bunaeopsis maasseni (Strand, 1911)
420. Bunaeopsis macrophthalma (Kirby, 1881)
421. Bunaeopsis oubie (Guerin-Meneville, 1849)
422. Bunaeopsis phidias (Weymer, 1909)
423. Bunaeopsis princeps (Le Cerf, 1918)
424. Bunaeopsis rothschildi (Le Cerf, 1911)
425. Bunaeopsis saffronica Pinhey, 1972
426. Bunaeopsis scheveniana Lemaire & Rougeot, 1974
427. Bunaeopsis schoenheiti (Wichgraff, 1914)
428. Bunaeopsis terrali Darge, 1993
429. Bunaeopsis thyene (Weymer, 1896)
430. Bunaeopsis vau (Fawcett, 1915)
431. Bunaeopsis zaddachi (Dewitz, 1879)
432. Caio championi (Druce, 1886)
433. Caio harrietae (Forbes, 1944)
434. Caio richardsoni (Druce, 1890)
435. Caio romulus (Maassen, 1869)
436. Caio undilinea (Schaus, 1921)
437. Callodirphia arpi (Schaus, 1908)
438. Callosamia angulifera (Walker, 1855)
439. Callosamia promethea (Drury, 1773)
440. Callosamia securifera (Maassen, 1873)
441. Calosaturnia albofasciata J.W. Johnson, 1938
442. Calosaturnia mendocino (Behrens, 1876)
443. Calosaturnia walterorum Hogue & J.W. Johnson, 1958
444. Carnegia mirabilis (Aurivillius, 1895)
445. Catacantha ferruginea (Draudt, 1929)
446. Catacantha latifasciata Bouvier, 1930
447. Catacantha obliqua Bouvier, 1930
448. Catacantha oculata (Schaus, 1921)
449. Catacantha stramentalis (Draudt, 1929)
450. Catharisa cerina Jordan, 1911
451. Ceranchia apollina Butler, 1878
452. Ceratesa hemirhodia (W. Rothschild, 1907)
453. Cercophana frauenfeldi Felder, 1862
454. Cercophana venusta (Walker, 1856)
455. Cerodirphia apunctata Dias & Lemaire, 1991
456. Cerodirphia araguensis Lemaire, 1971
457. Cerodirphia avenata (Draudt, 1930)
458. Cerodirphia bahiana Lemaire, 2002
459. Cerodirphia barbuti Rougerie & Herbin, 2004
460. Cerodirphia brunnea (Draudt, 1930)
461. Cerodirphia candida Lemaire, 1969
462. Cerodirphia cutteri (Schaus, 1927)
463. Cerodirphia flammans Lemaire, 1973
464. Cerodirphia flavoscripta (Dognin, 1901)
465. Cerodirphia flavosignata (F. Johnson & Michener, 1948)
466. Cerodirphia gualaceensis Lemaire, 2002
467. Cerodirphia harrisae Lemaire, 1975
468. Cerodirphia inopinata Lemaire, 1982
469. Cerodirphia lojensis Lemaire, 1988
470. Cerodirphia marahuaca Lemaire, 1971
471. Cerodirphia mielkei Lemaire, 2002
472. Cerodirphia mota (Druce, 1911)
473. Cerodirphia nadiana Lemaire, 1975
474. Cerodirphia ockendeni Lemaire, 1985
475. Cerodirphia opis (Schaus, 1892)
476. Cerodirphia peigleri Naumann, Brosch & Wenczel, 2005
477. Cerodirphia porioni Lemaire, 1982
478. Cerodirphia radama (Druce, 1904)
479. Cerodirphia rosacordis (Walker, 1855)
480. Cerodirphia rubripes (Draudt, 1930)
481. Cerodirphia sanctimartinensis Lemaire, 1982
482. Cerodirphia speciosa (Cramer, 1777)
483. Cerodirphia vagans (Walker, 1855)
484. Cerodirphia wellingi Lemaire, 1973
485. Cerodirphia zikani (Schaus, 1921)
486. Ceropoda tibialis (W. Rothschild, 1907)
487. Cicia citrina (Schaus, 1904)
488. Cicia crocata (Boisduval, 1872)
489. Cicia nettia (Schaus, 1921)
490. Cicia norape Becker & Camargo, 2001
491. Cicia pamala (Schaus, 1900)
492. Cicia pelota (Schaus, 1905)
493. Cinabra bracteata (Distant, 1897)
494. Cinabra hyperbius (Westwood, 1881)
495. Cinabra kitalei Bouvier, 1930
496. Cinommata bistrigata Butler, 1882
497. Cirina forda (Westwood, 1849)
498. Citheronia andina Lemaire, 1971
499. Citheronia aroa Schaus, 1896
500. Citheronia azteca Schaus, 1896
501. Citheronia beledonon Dyar, 1912
502. Citheronia bellavista Draudt, 1930
503. Citheronia brissotii (Boisduval, 1868)
504. Citheronia equatorialis Bouvier, 1927
505. Citheronia guayaquila Schaus, 1927
506. Citheronia hamifera W. Rothschild, 1907
507. Citheronia johnsoni Schaus, 1928
508. Citheronia laocoon (Cramer, 1777)
509. Citheronia lichyi Lemaire, 1971
510. Citheronia lobesis W. Rothschild, 1907
511. Citheronia maureillei Wolfe & Herbin, 2002
512. Citheronia mexicana Grote & Robinson, 1866
513. Citheronia phoronea (Cramer, 1779)
514. Citheronia pseudomexicana Lemaire, 1974
515. Citheronia regalis (Fabricius, 1793)
516. Citheronia sepulcralis Grote & Robinson, 1865
517. Citheronia splendens (Druce, 1886)
518. Citheronia vogleri (Weyenbergh, 1881)
519. Citheronia volcan Lemaire, 1982
520. Citheronioides collaris (W. Rothschild, 1907)
521. Citheronula armata (W. Rothschild, 1907)
522. Citioica anthonilis (Herrich-Schaeffer, 1854)
523. Citioica homoea (W. Rothschild, 1907)
524. Coloradia casanovai Beutelspacher, 1993
525. Coloradia doris Barnes, 1900
526. Coloradia euphrosyne Dyar, 1912
527. Coloradia hoffmanni Beutelspacher, 1978
528. Coloradia luski Barnes & Benjamin, 1926
529. Coloradia pandora Blake, 1863
530. Coloradia prchali Lemaire & M.J. Smith, 1992
531. Coloradia smithi Lemaire, 2002
532. Coloradia vazquezae Beutelspacher, 1978
533. Coloradia velda J.W. Johnson & Walter, 1981
534. Copaxa andensis Lemaire, 1971
535. Copaxa apollinairei Lemaire, 1978
536. Copaxa bachuea Wolfe, 2005
537. Copaxa bella Wolfe, Naumann, Brosch, Wenczel & Naessig, 2005
538. Copaxa canella Walker, 1855
539. Copaxa cineracea W. Rothschild, 1895
540. Copaxa copaxoides (Dyar, 1912)
541. Copaxa curvilinea Schaus, 1912
542. Copaxa cydippe (Druce, 1894)
543. Copaxa decrescens Walker, 1855
544. Copaxa denda Druce, 1894
545. Copaxa denhezi Lemaire, 1971
546. Copaxa escalantei Lemaire, 1971
547. Copaxa evelynae Wolfe & Lemaire, 1993
548. Copaxa expandens Walker, 1855
549. Copaxa flavina Draudt, 1929
550. Copaxa flavobrunnea Bouvier, 1930
551. Copaxa herbuloti Lemaire, 1971
552. Copaxa ignescens Lemaire, 1978
553. Copaxa intermediata Wolfe, 2005
554. Copaxa joinvillea Schaus, 1921
555. Copaxa koenigi Lemaire, 1974
556. Copaxa lavendera (Westwood, 1854)
557. Copaxa litensis Wolfe & Conlan, 2002
558. Copaxa lunula Wolfe & Conlan, 2003
559. Copaxa mannana Dyar, 1914
560. Copaxa mazaorum Lemaire, 1982
561. Copaxa medea (Maassen, 1890)
562. Copaxa moinieri Lemaire, 1974
563. Copaxa muellerana (Dyar, 1920)
564. Copaxa multifenestrata (Herrich-Schaeffer, 1858)
565. Copaxa orientalis Lemaire, 1975
566. Copaxa rufa Draudt, 1929
567. Copaxa rufinans Schaus, 1906
568. Copaxa sapatoza (Westwood, 1854)
569. Copaxa satellita Walker, 1865
570. Copaxa semioculata (C. & R. Felder, 1874)
571. Copaxa simson Maassen, 1881
572. Copaxa sophronia Schaus, 1921
573. Copaxa syntheratoides W. Rothschild, 1895
574. Copaxa troetschi Druce, 1886
575. Copaxa trottierorum Beneluz, 1986
576. Copaxa wolfei Meister, Naumann, Brosch & Wenczel, 2005
577. Copiopteryx derceto (Maassen, 1872)
578. Copiopteryx jehovah (Strecker, 1874)
579. Copiopteryx semiramis (Cramer, 1775)
580. Copiopteryx sonthonnaxi Em. Andre, 1905
581. Copiopteryx virgo Zikan, 1929
582. Coscinocera anteus Bouvier, 1927
583. Coscinocera hercules (Miskin, 1876)
584. Coscinocera omphale Butler, 1879
585. Coscinocera rothschildi Le Moult, 1933
586. Cricula agria Jordan, 1909
587. Cricula andamanica Jordan, 1909
588. Cricula andrei Jordan, 1909
589. Cricula australosinica Brechlin, 2004
590. Cricula bornea Watson, 1913
591. Cricula cameronensis U. & L. Paukstadt, 1998
592. Cricula ceylonica Jordan, 1909
593. Cricula elaezia Jordan, 1909
594. Cricula flavoglena Chu & Wang, 1993
595. Cricula hainanensis Brechlin, 2004
596. Cricula hayatiae U. Paukstadt & Suhardjono, 1992
597. Cricula jordani Bryk, 1944
598. Cricula kransi Jurriaanse & Lindemans, 1920
599. Cricula luzonica Jordan, 1909
600. Cricula mindanaensis Naessig & Treadaway, 1997
601. Cricula palawanica Brechlin, 2001
602. Cricula quinquefenestrata Roepke, 1940
603. Cricula sumatrensis Jordan, 1939
604. Cricula trifenestrata (Helfer, 1837)
605. Cricula vietnama Brechlin, Naessig & Naumann, 1999
606. Cricula zubsiana Naessig, 1985
607. Dacunju jucunda (Walker, 1855)
608. Decachorda aspersa Bouvier, 1927
609. Decachorda aurivilii Bouvier, 1930
610. Decachorda bouvieri Hering, 1929
611. Decachorda congolana Bouvier, 1930
612. Decachorda fletcheri Rougeot, 1970
613. Decachorda fulvia (Druce, 1886)
614. Decachorda inspersa Hampson, 1910
615. Decachorda mombasana Stoneham, 1962
616. Decachorda pomona Weymer, 1892
617. Decachorda rosea Aurivillius, 1898
618. Decachorda seydeli Rougeot, 1970
619. Decachorda talboti Bouvier, 1930
620. Dihirpa lamasi Lemaire, 1982
621. Dihirpa litura (Walker, 1855)
622. Dirphia abhorca Lemaire, 1969
623. Dirphia acidalia Huebner, 1819
624. Dirphia aculea Vuillot, 1892
625. Dirphia albescens Brechlin & Meister, 2008
626. Dirphia araucariae E.D. Jones, 1908
627. Dirphia avia (Stoll, 1780)
628. Dirphia avrilae Lemaire, 1980
629. Dirphia barinasensis Meister & Wenczel, 2002
630. Dirphia baroma (Schaus, 1906)
631. Dirphia brevifurca Strand, 1911
632. Dirphia cadioui Lemaire, 1980
633. Dirphia carimaguensis Decaens, Bonilla & Naumann, 2005
634. Dirphia centralis F. Johnson & Michener, 1948
635. Dirphia centrifurca Naumann, Brosch & Wenczel, 2005
636. Dirphia crassifurca Lemaire, 1971
637. Dirphia curitiba Draudt, 1930
638. Dirphia demarmelsi Naumann, Brosch, Wenczel & Clavijo, 2005
639. Dirphia dentimaculata (Schaus, 1921)
640. Dirphia diasi (Lemaire, 1994)
641. Dirphia docquinae Lemaire, 1993
642. Dirphia dolosa Bouvier, 1929
643. Dirphia fernandezi Lemaire, 1972
644. Dirphia fornax (Druce, 1903)
645. Dirphia fraterna (R. Felder & Rogenhofer, 1874)
646. Dirphia horca Dognin, 1894
647. Dirphia horcana Schaus, 1911
648. Dirphia inexpectata L. & T. Racheli, 2005
649. Dirphia irradians Lemaire, 1972
650. Dirphia lemoulti Bouvier, 1930
651. Dirphia lichyi Lemaire, 1971
652. Dirphia ludmillae Lemaire, 1974
653. Dirphia mielkeorum Naumann, Meister & Brosch, 2005
654. Dirphia moderata Bouvier, 1929
655. Dirphia monticola Zerny, 1924
656. Dirphia muscosa Schaus, 1898
657. Dirphia napoensis L. & T. Racheli, 2005
658. Dirphia panamensis (Schaus, 1921)
659. Dirphia proserpina Lemaire, 1982
660. Dirphia radiata Dognin, 1916
661. Dirphia rubricauda Bouvier, 1929
662. Dirphia rufescens F. Johnson & Michener, 1948
663. Dirphia sombrero Le Cerf, 1934
664. Dirphia somniculosa (Cramer, 1777)
665. Dirphia subhorca Dognin, 1901
666. Dirphia tarquinia (Cramer, 1775)
667. Dirphia thliptophana (R. Felder & Rogenhofer, 1874)
668. Dirphia ursina Walker, 1855
669. Dirphiella albofasciata (Johnson & Michener, 1948)
670. Dirphiella niobe (Lemaire, 1978)
671. Dirphiella taylori (Donahue & Lemaire, 1975)
672. Dirphiopsis ayuruoca (Foetterle, 1902)
673. Dirphiopsis cochabambensis (Lemaire, 1977)
674. Dirphiopsis curvilineata Decaens, Wolfe & Herbin, 2003
675. Dirphiopsis delta (Foetterle, 1902)
676. Dirphiopsis epiolina (R. Felder & Rogenhofer, 1874)
677. Dirphiopsis flora (Schaus, 1911)
678. Dirphiopsis herbini Wolfe, 2003
679. Dirphiopsis janzeni Lemaire, 2002
680. Dirphiopsis multicolor (Walker, 1855)
681. Dirphiopsis oridocea (Schaus, 1924)
682. Dirphiopsis picturata (Schaus, 1913)
683. Dirphiopsis pulchricornis (Walker, 1855)
684. Dirphiopsis schreiteri (Schaus, 1925)
685. Dirphiopsis trisignata (R. Felder & Rogenhofer, 1874)
686. Dirphiopsis undulinea (F. Johnson, 1937)
687. Dirphiopsis unicolor Lemaire, 1982
688. Dirphiopsis wanderbilti Pearson, 1958
689. Dirphiopsis wolfei Lemaire, 1992
690. Dryocampa rubicunda (Fabricius, 1793)
691. Dysdaemonia boreas (Cramer, 1775)
692. Dysdaemonia brasiliensis W. Rothschild, 1907
693. Dysdaemonia concisa Becker & Camargo, 2001
694. Dysdaemonia fosteri W. Rothschild, 1906
695. Eacles acuta Schaus, 1905
696. Eacles adoxa Jordan, 1910
697. Eacles barnesi Schaus, 1905
698. Eacles bertrandi Lemaire, 1981
699. Eacles callopteris W. Rothschild, 1907
700. Eacles camposportoi Mendes, 1937
701. Eacles canaima Feige, 1971
702. Eacles ducalis Walker, 1855
703. Eacles fairchildi May & Oiticica, 1941
704. Eacles guianensis Schaus, 1905
705. Eacles imperialis (Drury, 1773)
706. Eacles lemairei Rego Barros & Tangerini, 1973
707. Eacles manuelita Oiticica, 1941
708. Eacles masoni Schaus, 1896
709. Eacles mayi Schaus, 1920
710. Eacles ormondei Schaus, 1889
711. Eacles penelope (Cramer, 1775)
712. Eochroa trimenii Felder, 1875
713. Eosia insignis Le Cerf, 1911
714. Epiphora aequatorialis (Testout, 1935)
715. Epiphora albida (Druce, 1886)
716. Epiphora antinorii (Oberthuer, 1880)
717. Epiphora atbarina (Butler, 1877)
718. Epiphora bauhiniae (Guerin-Meneville, 1829)
719. Epiphora bedoci (Bouvier, 1929)
720. Epiphora berliozi (Rougeot, 1948)
721. Epiphora boolana (Strand, 1909)
722. Epiphora boursini Testout, 1935
723. Epiphora bouvieri Testout, 1935
724. Epiphora brunnea (Bouvier, 1930)
725. Epiphora cadioui Bouyer, 2008
726. Epiphora congolana (Bouvier, 1929)
727. Epiphora conjuncta (Bouvier, 1930)
728. Epiphora cordieri (Bouvier, 1928)
729. Epiphora cotei (Testout, 1935)
730. Epiphora damarensis Schultze, 1913
731. Epiphora elianae Rougeot, 1974
732. Epiphora feae Aurivillius, 1910
733. Epiphora fournierae (Le Moult, 1945)
734. Epiphora gabonensis (Testout, 1935)
735. Epiphora hassoni Bouyer, 2008
736. Epiphora imperator (Stoneham, 1933)
737. Epiphora intermedia (Rougeot, 1955)
738. Epiphora kipengerensis Darge, 2007
739. Epiphora lecerfi (Testout, 1935)
740. Epiphora liberiensis (Bouvier, 1928)
741. Epiphora lugardi Kirby, 1894
742. Epiphora macedoi Darge, Mendes & Bivar de Sousa, 2006
743. Epiphora macrops Bouvier, 1929
744. Epiphora magdalena Gruenberg, 1909
745. Epiphora manowensis (Gschwandner, 1923)
746. Epiphora marginimacula Joicey & Talbot, 1924
747. Epiphora mineti Darge, 1994
748. Epiphora miriakamba Darge, 2007
749. Epiphora modesta (Bouvier,1936)
750. Epiphora murphyi Bouyer, 2008
751. Epiphora mythimnia (Westwood, 1849)
752. Epiphora newporti Bouyer, 2007
753. Epiphora niepelti (Gschwandner, 1925)
754. Epiphora nubilosa (Testout, 1938)
755. Epiphora oberprieleri Bouyer, 2008
756. Epiphora obscura Dufrane, 1953
757. Epiphora pelosoma (W. Rothschild, 1907)
758. Epiphora perspicua (Butler, 1878)
759. Epiphora ploetzi (Weymer, 1880)
760. Epiphora pygmaea (Bouvier, 1929)
761. Epiphora rectifascia W. Rothschild, 1907
762. Epiphora rotunda Naumann, 2006
763. Epiphora rufa (Bouvier, 1929)
764. Epiphora schultzei Aurivillius, 1905
765. Epiphora styrax Darge, 1994
766. Epiphora testenoirei (Bouvier, 1929)
767. Epiphora testouti (Rougeot, 1948)
768. Epiphora torquata (Bouvier, 1929)
769. Epiphora vacuna (Westwood, 1849)
770. Epiphora vacunoides (Testout, 1948)
771. Epiphora victoria (Maassen & Weyding, 1885)
772. Epiphora werneri Darge, 2007
773. Epiphora weymeri Druce
774. Erythromeris flexilineata (Dognin, 1911)
775. Erythromeris obscurior Lemaire, 1975
776. Erythromeris saturniata (Walker, 1865)
777. Eubergia argyrea (Weymer, 1908)
778. Eubergia caisa (Berg, 1883)
779. Eubergia radians (Dognin, 1911)
780. Eubergioides bertha (Schaus, 1896)
781. Eudaemonia argiphontes Maassen, 1877
782. Eudaemonia argus (Fabricius, 1777)
783. Eudaemonia troglophylla Hampson, 1919
784. Eudia cephalariae (Romanoff, 1885)
785. Eudia pavonia (Linnaeus, 1758)
786. Eudia pavoniella (Scopoli, 1763)
787. Eudia spini (Denis & Schiffermueller, 1775)
788. Eudyaria venata (Butler, 1871)
789. Eudyaria zeta (Berg, 1885)
790. Eupackardia calleta (Westwood, 1854)
791. Gamelia abas (Cramer, 1775)
792. Gamelia abasia (Stoll, 1781)
793. Gamelia abasiella Lemaire, 1973
794. Gamelia anableps (R. Felder & Rogenhofer, 1874)
795. Gamelia berliozi Lemaire, 1967
796. Gamelia catharina (Draudt, 1929)
797. Gamelia cimarrones Decaens, Bonilla & Ramirez, 2005
798. Gamelia dargei Naumann, Brosch & Wenczel, 2005
799. Gamelia denhezi Lemaire, 1967
800. Gamelia kiefferi Lemaire, 1967
801. Gamelia lichyi Lemaire, 1973
802. Gamelia longispina Naumann, Brosch & Wenczel, 2005
803. Gamelia musta Schaus, 1912
804. Gamelia neidhoeferi Lemaire, 1967
805. Gamelia paraensis Lemaire, 1973
806. Gamelia pygmaea (Schaus, 1904)
807. Gamelia pyrrhomelas (Walker, 1855)
808. Gamelia remissa (Weymer, 1907)
809. Gamelia remissoides Lemaire, 1967
810. Gamelia rindgei Lemaire, 1967
811. Gamelia rubriluna (Walker, 1862)
812. Gamelia septentrionalis Bouvier, 1936
813. Gamelia vanschaycki Naumann, Brosch & Wenczel, 2005
814. Gamelia viettei Lemaire, 1967
815. Gamelioides deniseae Naumann, Brosch & Wenczel, 2005
816. Gamelioides elainae (Lemaire, 1967)
817. Gamelioides seitzi (Draudt, 1929)
818. Giacomellia bilineata (Burmeister, 1878)
819. Giacomellia inversa (Giacomelli, 1911)
820. Gonimbrasia abayana (Rougeot, 1977)
821. Gonimbrasia alcestris Weymer, 1907
822. Gonimbrasia annulata Bouvier, 1936
823. Gonimbrasia balachowskyi Rougeot, 1973
824. Gonimbrasia belina (Westwood, 1849)
825. Gonimbrasia birbiri (Bouvier, 1929)
826. Gonimbrasia cocaulti Darge & Terral, 1993
827. Gonimbrasia congolensis Bouvier, 1927
828. Gonimbrasia conradsi Rebel, 1906
829. Gonimbrasia deborah (Weymer, 1886)
830. Gonimbrasia ellisoni Lemaire, 1962
831. Gonimbrasia fletcheri Rougeot, 1960
832. Gonimbrasia fucata Rougeot, 1978
833. Gonimbrasia godarti Lemaire, 1971
834. Gonimbrasia hecate Rougeot, 1955
835. Gonimbrasia huebneri Kirby, 1877
836. Gonimbrasia miranda Darge, 2005
837. Gonimbrasia nictitans (Fabricius, 1775)
838. Gonimbrasia pales (Weymer, 1909)
839. Gonimbrasia rectilineata Sonthonnax, 1901
840. Gonimbrasia ruandana Gaede, 1927
841. Gonimbrasia said (Oberthuer, 1878)
842. Gonimbrasia tyrrhea (Cramer, 1775)
843. Gonimbrasia ufipana Strand, 1911
844. Gonimbrasia ukerewensis Rebel, 1922
845. Gonimbrasia zambesina (Walker, 1865)
846. Goodia addita Darge, 2008
847. Goodia astrica Darge, 1977
848. Goodia boulardi Rougeot, 1974
849. Goodia canui Bouyer, 2004
850. Goodia dimonica Darge, 2008
851. Goodia falcata (Aurivillius, 1893)
852. Goodia fulvescens Sonthonnax, 1898
853. Goodia hierax Jordan, 1922
854. Goodia hollandi Butler, 1898
855. Goodia kuntzei (Dewitz, 1881)
856. Goodia lunata Holland, 1893
857. Goodia nodulifera (Karsch, 1892)
858. Goodia nubilata Holland, 1893
859. Goodia obscuripennis Strand, 1913
860. Goodia oriens Hampson, 1909
861. Goodia oxytela Jordan, 1922
862. Goodia pareensis (Darge, 2008)
863. Goodia perfulvastra Darge, 1994
864. Goodia sentosa Jordan, 1922
865. Goodia smithi (Holland, 1892)
866. Goodia sparsum (Darge, 2008)
867. Goodia stellata Darge, 1994
868. Goodia thia Jordan, 1922
869. Goodia unguiculata Bouvier, 1936
870. Graellsia isabellae (Graells, 1849)
871. Grammopelta lineata (Schaus, 1906)
872. Gynanisa arba (Darge, 2008)
873. Gynanisa ata Strand, 1911
874. Gynanisa basquini Bouyer, 2008
875. Gynanisa campionea (Signoret, 1845)
876. Gynanisa carcassoni Rougeot, 1974
877. Gynanisa commixta (Darge, 2008)
878. Gynanisa hecqui Darge, 1992
879. Gynanisa jama Rebel, 1915
880. Gynanisa kenya (Darge, 2008)
881. Gynanisa maja (Klug, 1836)
882. Gynanisa meridiei (Darge, 2008)
883. Gynanisa minettii Darge, 2002
884. Gynanisa murphyi Bouyer, 2001
885. Gynanisa thiryi Bouyer, 1992
886. Gynanisa uganda (Darge, 2008)
887. Gynanisa westwoodi Rothschild, 1895
888. Gynanisa zimba (Darge, 2008)
889. Heliconisa pagenstecheri (Geyer, 1835)
890. Hemileuca annulata Ferguson, 1971
891. Hemileuca artemis Packard, 1893
892. Hemileuca burnsi J.H. Watson, 1910
893. Hemileuca chinatiensis (Tinkham, 1943)
894. Hemileuca conwayae Peigler, 1985
895. Hemileuca dyari (Draudt, 1930)
896. Hemileuca eglanterina (Boisduval, 1852)
897. Hemileuca electra Wright, 1884
898. Hemileuca griffini Tuskes, 1978
899. Hemileuca grotei Grote & Robinson, 1868
900. Hemileuca hera (Harris, 1841)
901. Hemileuca hualapai (Neumoegen, 1882)
902. Hemileuca juno Packard, 1872
903. Hemileuca lares (Druce, 1897)
904. Hemileuca lex (Druce, 1897)
905. Hemileuca lucina H. Edwards, 1887
906. Hemileuca magnifica (Rotger, 1948)
907. Hemileuca maia (Drury, 1773)
908. Hemileuca mania (Druce, 1897)
909. Hemileuca marillia Dyar, 1911
910. Hemileuca mexicana (Druce, 1887)
911. Hemileuca neumoegeni (H. Edwards, 1881)
912. Hemileuca nevadensis Stretch, 1872
913. Hemileuca numa (Druce, 1887)
914. Hemileuca nuttalli (Strecker, 1875)
915. Hemileuca oliviae Cockerell, 1898
916. Hemileuca peigleri Lemaire, 1981
917. Hemileuca peninsularis Lemaire, 1993
918. Hemileuca rubridorsa R. Felder & Rogenhofer, 1874
919. Hemileuca slosseri Peigler & Stone, 1989
920. Hemileuca sororia (H. Edwards, 1881)
921. Hemileuca stonei Lemaire, 1993
922. Hemileuca tricolor (Packard, 1872)
923. Heniocha apollonia (Cramer, 1782)
924. Heniocha digennaroi Bouyer, 2008
925. Heniocha distincta Bryk, 1939
926. Heniocha dyops (Maassen, 1872)
927. Heniocha hassoni Bouyer, 2008
928. Heniocha marnois (Rogenhofer, 1891)
929. Heniocha pudorosa Darge, 2005
930. Heniocha vingerhoedti Bouyer, 1992
931. Heniocha werneri Bouyer, 2001
932. Hidripa albipellis Draudt, 1930
933. Hidripa gschwandneri Draudt, 1930
934. Hidripa paranensis (Bouvier, 1929)
935. Hidripa perdix (Maassen & Weyding, 1885)
936. Hidripa ruscheweyhi (Berg, 1885)
937. Hidripa taglia (Schaus, 1896)
938. Hirpida choba (Druce, 1904)
939. Hirpida gaujoni (Dognin, 1894)
940. Hirpida levis (F. Johnson & Michener, 1948)
941. Hirpida nigrolinea (Druce, 1904)
942. Hispaniodirphia lemaireiana Rougerie & Herbin, 2006
943. Hispaniodirphia plana (Walker, 1855)
944. Holocerina agomensis (Karsch, 1893)
945. Holocerina angulata (Aurivillius, 1893)
946. Holocerina digennariana Darge, 2008
947. Holocerina guineensis (Strand, 1912)
948. Holocerina intermedia Rougeot, 1978
949. Holocerina istsariensis Stoneham, 1962
950. Holocerina menieri Rougeot, 1973
951. Holocerina micropteryx (Hering, 1949)
952. Holocerina nilotica (Jordan, 1922)
953. Holocerina occidentalis Bouyer, 2008
954. Holocerina orientalis Bouyer, 2001
955. Holocerina prosti Rougeot, 1978
956. Holocerina rhodesiensis (Janse, 1918)
957. Holocerina rougeoti Bouyer, 1997
958. Holocerina smilax (Westwood, 1849)
959. Holocerina wensis Rougerie & J. Bouyer, 2005
960. Homoeopteryx divisa Jordan, 1924
961. Homoeopteryx elegans Jordan, 1924
962. Homoeopteryx major Jordan, 1924
963. Homoeopteryx malecena (Druce, 1886)
964. Homoeopteryx syssauroides Felder, 1874
965. Hyalophora cecropia (Linnaeus, 1758)
966. Hyalophora columbia (S.I. Smith, 1865)
967. Hyalophora euryalus (Boisduval, 1855)
968. Hyalophora kasloensis (Cockerell, 1914)
969. Hylesia acuta Druce, 1886
970. Hylesia aeneides (Druce, 1897)
971. Hylesia alticola Lemaire, 1988
972. Hylesia anchises Lemaire, 1988
973. Hylesia andensis Lemaire, 1988
974. Hylesia andrei Dognin, 1923
975. Hylesia angulex Draudt, 1929
976. Hylesia annulata Schaus, 1911
977. Hylesia ascodex Dyar, 1913
978. Hylesia athlia Dyar, 1913
979. Hylesia beneluzi Lemaire, 1988
980. Hylesia bertrandi Lemaire, 1982
981. Hylesia biolleya Schaus, 1927
982. Hylesia bouvereti Dognin, 1889
983. Hylesia canitia (Cramer, 1780)
984. Hylesia cedomnibus Dyar, 1913
985. Hylesia coex Dyar, 1913
986. Hylesia coinopus Dyar, 1913
987. Hylesia colimatifex Dyar, 1913
988. Hylesia colombex Dognin, 1923
989. Hylesia composita Dognin, 1912
990. Hylesia continua (Walker, 1865)
991. Hylesia cottica Schaus, 1932
992. Hylesia cressida Dyar, 1913
993. Hylesia dalina Schaus, 1911
994. Hylesia daryae Decaens, Bonilla & Wolfe, 2003
995. Hylesia discifex Draudt, 1929
996. Hylesia dyarex Schaus, 1921
997. Hylesia ebalus (Cramer, 1775)
998. Hylesia egrex Draudt, 1929
999. Hylesia extremex Naumann, Brosch & Wenczel, 2005
1000. Hylesia falcifera (Huebner, 1825)
1001. Hylesia fallaciosa Lemaire, 2002
1002. Hylesia frederici Lemaire, 1993
1003. Hylesia frigida Schaus, 1911
1004. Hylesia gamelioides Michener, 1952
1005. Hylesia gigantex Draudt, 1929
1006. Hylesia gyrex Dyar, 1913
1007. Hylesia hamata Schaus, 1911
1008. Hylesia hawksi Lemaire, Wolfe & Monzon, 2001
1009. Hylesia haxairei Lemaire, 1988
1010. Hylesia hubbelli Lemaire, 1982
1011. Hylesia humilis Dognin, 1923
1012. Hylesia ileana Schaus, 1932
1013. Hylesia index Dyar, 1913
1014. Hylesia indurata Dyar, 1910
1015. Hylesia inficita (Walker, 1865)
1016. Hylesia invidiosa Dyar, 1914
1017. Hylesia iola Dyar, 1913
1018. Hylesia leilex Dyar, 1913
1019. Hylesia lineata Druce, 1886
1020. Hylesia maurex Draudt, 1929
1021. Hylesia medifex Dognin, 1916
1022. Hylesia melanops Lemaire, 2002
1023. Hylesia melanostigma (Herrich-Schaeffer, 1855)
1024. Hylesia metabus (Cramer, 1775)
1025. Hylesia metapyrrha (Walker, 1855)
1026. Hylesia moronensis Lemaire, 1976
1027. Hylesia mortifex Dyar, 1913
1028. Hylesia munonia Schaus, 1927
1029. Hylesia murex Dyar, 1913
1030. Hylesia mymex Dyar, 1913
1031. Hylesia nanus (Walker, 1855)
1032. Hylesia natex Draudt, 1929
1033. Hylesia nigricans Berg, 1875
1034. Hylesia nigridorsata Dognin, 1912
1035. Hylesia nigripes Draudt, 1929
1036. Hylesia oblonga Lemaire, 2002
1037. Hylesia obtusa Dognin, 1923
1038. Hylesia olivenca Schaus, 1927
1039. Hylesia oratex Dyar, 1913
1040. Hylesia orbifex Dyar, 1913
1041. Hylesia oroyex Dognin, 1922
1042. Hylesia pallidex Dognin, 1923
1043. Hylesia paraguayensis Lemaire, 2002
1044. Hylesia paulex Dognin, 1922
1045. Hylesia pauper Dyar, 1913
1046. Hylesia pearsoni Lemaire, 2002
1047. Hylesia peigleri Lemaire, 2002
1048. Hylesia penai Lemaire, 1988
1049. Hylesia praeda Dognin, 1901
1050. Hylesia pseudomoronensis de Camargo, 2007
1051. Hylesia remex Dyar, 1913
1052. Hylesia rex Dyar, 1913
1053. Hylesia rosacea Schaus, 1911
1054. Hylesia roseata Dognin, 1914
1055. Hylesia rubrifrons Schaus, 1911
1056. Hylesia rufex Draudt, 1929
1057. Hylesia rufipes Schaus, 1911
1058. Hylesia santaelenensis Lemaire, 1988
1059. Hylesia schuessleri Strand, 1934
1060. Hylesia scortina Draudt, 1929
1061. Hylesia subaurea Schaus, 1900
1062. Hylesia subcana (Walker, 1855)
1063. Hylesia subcottica Lemaire, 2002
1064. Hylesia subfasciata Dognin, 1916
1065. Hylesia tapabex Dyar, 1913
1066. Hylesia tapareba Dyar, 1913
1067. Hylesia teratex Draudt, 1929
1068. Hylesia terranea Schaus, 1906
1069. Hylesia terrosex Dognin, 1916
1070. Hylesia thaumex Draudt, 1929
1071. Hylesia tinturex Schaus, 1921
1072. Hylesia tiphys Dognin, 1916
1073. Hylesia travassosi Lemaire, 1988
1074. Hylesia umbrata Schaus, 1911
1075. Hylesia umbratula Dyar, 1915
1076. Hylesia valvex Dyar, 1913
1077. Hylesia vassali Lemaire, 1988
1078. Hylesia venezuelensis Lemaire, 2002
1079. Hylesia vialactea Draudt, 1929
1080. Hylesia vindex Dyar, 1913
1081. Hylesia zonex Draudt, 1929
1082. Hylesiopsis festiva Bouvier, 1929
1083. Hyperchiria acuta (Conte, 1906)
1084. Hyperchiria aniris (Jordan, 1910)
1085. Hyperchiria incisa Walker, 1855
1086. Hyperchiria nausica (Cramer, 1779)
1087. Hyperchiria orodina (Schaus, 1906)
1088. Hyperchiria plicata (Herrich-Schaeffer, 1855)
1089. Hyperchiria schmiti Meister & Storke, 2004
1090. Hyperchirioides bulaea (Maassen & Weyding, 1885)
1091. Hypermerina kasyi Lemaire, 1969
1092. Imbrasia epimethea (Drury, 1822)
1093. Imbrasia ertli Rebel, 1904
1094. Imbrasia longicaudata (Holland, 1894)
1095. Imbrasia obscura (Butler, 1878)
1096. Imbrasia truncata Aurivillius, 1908
1097. Imbrasia vesperina Stoneham, 1962
1098. Ithomisa catherina (Schaus, 1896)
1099. Ithomisa kinkelini Ch. Oberthuer, 1881
1100. Ithomisa lepta (Druce, 1890)
1101. Ithomisa umbrata Oiticica Filho, 1958
1102. Jaiba kesselringi Lemaire, Tangerini & O.H.H. Mielke, 1999
1103. Janiodes bethulia (Druce, 1904)
1104. Janiodes dognini Jordan, 1924
1105. Janiodes ecuadorensis (Dognin, 1890)
1106. Janiodes laverna (Druce, 1890)
1107. Janiodes manzanoi Pinas-Rubio, 2000
1108. Janiodes praeclara Naumann et al., in press
1109. Janiodes russea (Dognin, 1912)
1110. Janiodes virgata Jordan, 1924
1111. Kentroleuca albilinea (Schaus, 1908)
1112. Kentroleuca boliviensis Brechlin & Meister, 2002
1113. Kentroleuca brunneategulata Mielke & Furtado, 2006
1114. Kentroleuca dukinfieldi (Schaus, 1894)
1115. Kentroleuca griseoalbata Mielke & Furtado, 2006
1116. Kentroleuca lineosa (Walker, 1855)
1117. Kentroleuca novaholandensis Lemaire & C. Mielke, 2001
1118. Kentroleuca spitzi Lemaire, 1971
1119. Lemaireia chrysopeplus (Toxopeus, 1940)
1120. Lemaireia hainana Naessig & Wang, 2006
1121. Lemaireia inexpectata Naessig, 1996
1122. Lemaireia loepoides (Butler, 1880)
1123. Lemaireia luteopeplus Naessig & Holloway, 1988
1124. Lemaireia naessigi Brechlin, 2001
1125. Lemaireia schintlmeisteri Naessig & Lampe, 1989
1126. Leucanella acutissima (Walker, 1865)
1127. Leucanella anikae Meister & Brechlin, 2002
1128. Leucanella apollinairei (Dognin, 1923)
1129. Leucanella aspera (R. Felder & Rogenhofer, 1874)
1130. Leucanella atahualpa Meister & Naumann, 2006
1131. Leucanella bivius (Bouvier, 1927)
1132. Leucanella contei (Lemaire, 1967)
1133. Leucanella contempta (Lemaire, 1967)
1134. Leucanella flammans (Schaus, 1900)
1135. Leucanella fusca (Walker, 1855)
1136. Leucanella gibbosa (Conte, 1906)
1137. Leucanella heisleri (Jones, 1908)
1138. Leucanella hosmera (Schaus, 1941)
1139. Leucanella janeira (Westwood, 1854)
1140. Leucanella lama (Berg, 1883)
1141. Leucanella leucane (Geyer, 1837)
1142. Leucanella lynx (Bouvier, 1930)
1143. Leucanella maasseni (Moeschler, 1872)
1144. Leucanella memusae (Walker, 1855)
1145. Leucanella memusoides Lemaire, 1973
1146. Leucanella muelleri (Draudt, 1929)
1147. Leucanella newmani (Lemaire, 1967)
1148. Leucanella nyctimene (Latreille, 1832)
1149. Leucanella saturata (Walker, 1855)
1150. Leucanella stuarti (W. Rothschild & Jordan, 1901)
1151. Leucanella viettei (Lemaire, 1967)
1152. Leucanella viridescens (Walker, 1855)
1153. Leucanella yungasensis Meister & Naumann, 2006
1154. Leucopteryx ansorgei (Rothschild, 1897)
1155. Leucopteryx mollis (Butler, 1889)
1156. Lobobunaea acetes (Westwood, 1849)
1157. Lobobunaea angasana (Westwood, 1849)
1158. Lobobunaea ansorgei (Rothschild, 1899)
1159. Lobobunaea basquini Rougeot, 1972
1160. Lobobunaea cadioui Bouyer, 2004
1161. Lobobunaea dallastai Bouyer, 1984
1162. Lobobunaea dargei Lemaire, 1971
1163. Lobobunaea desfontainei Darge, 1998
1164. Lobobunaea erythrotes (Karsch, 1893)
1165. Lobobunaea falcatissima Rougeot, 1962
1166. Lobobunaea goodii (Holland, 1893)
1167. Lobobunaea jeanneli Rougeot, 1959
1168. Lobobunaea kuehnei Naumann, 2008
1169. Lobobunaea leopoldi (Bouvier, 1930)
1170. Lobobunaea melanoneura (Rothschild, 1907)
1171. Lobobunaea niepelti strand, 1914
1172. Lobobunaea phaeax Jordan, 1910
1173. Lobobunaea phaedusa (Drury, 1780)
1174. Lobobunaea rosea (Sonthonnax, 1901)
1175. Lobobunaea sangha Darge, 2002
1176. Lobobunaea saturnus (Fabricius, 1793)
1177. Lobobunaea tanganicae (Sonthonnax, 1901)
1178. Lobobunaea turlini Lemaire, 1977
1179. Lobobunaea vingerhoedti Bouyer, 2004
1180. Loepa anthera Jordan, 1911
1181. Loepa cynopis Naessig & Suhardjono, 1989
1182. Loepa damartis Jordan, 1911
1183. Loepa diffundata Brechlin, 2009
1184. Loepa diversiocellata Bryk, 1944
1185. Loepa formosensis Mell, 1938
1186. Loepa katinka Westwood, 1848
1187. Loepa kuangtungensis Mell, 1938
1188. Loepa megacore Jordan, 1911
1189. Loepa meyi Naumann, 2003
1190. Loepa microocellata Naumann & Kishida, 2001
1191. Loepa minahassae Mell, 1938
1192. Loepa mindanaensis Schuessler, 1933
1193. Loepa miranda Atkinson, 1865
1194. Loepa mirandula Yen et al., 2000
1195. Loepa nigropupillata Naessig & Treadaway, 1997
1196. Loepa oberthuri (Leech, 1890)
1197. Loepa obscuromarginata Naumann, 1998
1198. Loepa palawana Naessig & Treadaway, 1997
1199. Loepa roseomarginata Brechlin, 1997
1200. Loepa schintlmeisteri Brechlin, 2000
1201. Loepa septentrionalis Mell, 1939
1202. Loepa sikkima Moore, 1865
1203. Loepa sinjaevi Brechlin, 2004
1204. Loepa sumatrana Naessig, Lampe & Kager, 1989
1205. Loepa taipeishanis Mell, 1939
1206. Loepa tibeta Naumann, 2003
1207. Loepa visayana Brechlin, 2000
1208. Loepa wlingana Yang, 1978
1209. Loepa yunnana Mell, 1939
1210. Loepantheraea rosieri (Toxopeus, 1940)
1211. Lonomia achelous (Cramer, 1777)
1212. Lonomia beneluzi Lemaire, 2002
1213. Lonomia camox Lemaire, 1972
1214. Lonomia columbiana Lemaire, 1972
1215. Lonomia descimoni Lemaire, 1972
1216. Lonomia diabolus Draudt, 1929
1217. Lonomia electra Druce, 1886
1218. Lonomia francescae L. Racheli, 2005
1219. Lonomia frankae Meister, Naumann, Brosch & Wenczel, 2005
1220. Lonomia obliqua Walker, 1855
1221. Lonomia pseudobliqua Lemaire, 1973
1222. Lonomia rufescens Lemaire, 1972
1223. Lonomia serranoi Lemaire, 2002
1224. Lonomia venezuelensis Lemaire, 1972
1225. Loxolomia johnsoni Schaus, 1932
1226. Loxolomia serpentina Maassen, 1869
1227. Ludia arguta Jordan, 1922
1228. Ludia arida Jordan, 1938
1229. Ludia corticea Jordan, 1922
1230. Ludia delegorguei (Boisduval, 1847)
1231. Ludia dentata (Hampson, 1891)
1232. Ludia goniata Rothschild, 1907
1233. Ludia hansali Felder, 1874
1234. Ludia jordani Bouyer, 1997
1235. Ludia leonardo Stoneham, 1962
1236. Ludia monroei Jordan, 1938
1237. Ludia obscura Aurivillius, 1893
1238. Ludia orinoptena Karsch, 1893
1239. Ludia pseudovetusta Rougeot, 1978
1240. Ludia pupillata Strand, 1911
1241. Ludia styx Darge, 1996
1242. Ludia syngena Jordan, 1922
1243. Ludia tessmanni Strand, 1911
1244. Maltagorea andriai (Griveaud, 1962)
1245. Maltagorea ankaratra (Viette, 1954)
1246. Maltagorea auricolor (Mabille, 1879)
1247. Maltagorea basquini Rougerie, 2003
1248. Maltagorea cincta (Mabille, 1879)
1249. Maltagorea dentata (Griveaud, 1962)
1250. Maltagorea dubiefi Bouyer, 2006
1251. Maltagorea dura (Keferstein, 1870)
1252. Maltagorea fusicolor (Mabille, 1879)
1253. Maltagorea griveaudi Bouyer, 1996
1254. Maltagorea madagascariensis (Sonthonnax, 1901)
1255. Maltagorea monsarrati (Griveaud, 1968)
1256. Maltagorea ornata (Griveaud, 1962)
1257. Maltagorea rostaingi (Griveaud, 1962)
1258. Maltagorea rubriflava (Griveaud, 1962)
1259. Maltagorea sogai (Griveaud, 1962)
1260. Maltagorea vulpina (Butler, 1880)
1261. Megaceresa pulchra (Bouvier, 1923)
1262. Melanocera dargei Terral, 1991
1263. Melanocera menippe (Westwood, 1849)
1264. Melanocera nereis (Rothschild, 1898)
1265. Melanocera parva Rothschild, 1907
1266. Melanocera pinheyi Lemaire & Rougeot, 1974
1267. Melanocera pujoli Lemaire & Rougeot, 1974
1268. Melanocera sufferti (Weymer, 1896)
1269. Melanocera widenti Terral & Darge, 1991
1270. Meroleuca catamarcensis Meister & Brechlin, 2008
1271. Meroleuca decaensi Lemaire, 1995
1272. Meroleuca lituroides (Bouvier, 1929)
1273. Meroleuca mossi Lemaire, 1995
1274. Meroleuca nigra (Dognin, 1913)
1275. Meroleuca raineri Brechlin & Meister, 2008
1276. Meroleuca venosa (Walker, 1855)
1277. Meroleucoides albomaculata (Dognin, 1916)
1278. Meroleucoides amarillae Lemaire & Wolfe, 1995
1279. Meroleucoides bipectinata Lemaire, 2002
1280. Meroleucoides bipunctata Lemaire, 1982
1281. Meroleucoides bravera Lemaire, 2002
1282. Meroleucoides dargei Lemaire, 1982
1283. Meroleucoides diazmaurini Decaens, Bonilla & Ramirez, 2005
1284. Meroleucoides erythropus (Maassen, 1890)
1285. Meroleucoides famula (Maassen, 1890)
1286. Meroleucoides fassli Lemaire, 1995
1287. Meroleucoides flavodiscata (Dognin, 1916)
1288. Meroleucoides laverna (Druce, 1890)
1289. Meroleucoides microstyx Lemaire, 2002
1290. Meroleucoides modesta Lemaire, 2002
1291. Meroleucoides nadiana Lemaire, 2002
1292. Meroleucoides naias (Bouvier, 1929)
1293. Meroleucoides nata (Maassen, 1890)
1294. Meroleucoides penai Lemaire, 1982
1295. Meroleucoides ramicosa (Lemaire, 1975)
1296. Meroleucoides rectilineata Lemaire & Venedictoff, 1989
1297. Meroleucoides riveti Lemaire, 2002
1298. Meroleucoides verae van Schayck, 2000
1299. Micragone agathylla (Westwood, 1849)
1300. Micragone allardi Darge, 1990
1301. Micragone ansorgei (Rothschild, 1907)
1302. Micragone bilineata (Rothschild, 1907)
1303. Micragone camerunensis (Strand, 1909)
1304. Micragone cana Aurivillius, 1893
1305. Micragone colettae Rougeot, 1959
1306. Micragone ducorpsi (Fleury, 1924)
1307. Micragone elisabethae Bouvier, 1930
1308. Micragone flammostriata Rougeot, 1979
1309. Micragone gaetani Bouyer, 2008
1310. Micragone herilla (Westwood, 1849)
1311. Micragone joiceyi Bouvier, 1930
1312. Micragone leonardi Bouyer, 2008
1313. Micragone lichenodes (Holland, 1893)
1314. Micragone martinae Rougeot, 1952
1315. Micragone mirei Darge, 1990
1316. Micragone morettoi Darge, 2001
1317. Micragone morini Rougeot, 1977
1318. Micragone nenia (Westwood, 1849)
1319. Micragone nenioides Rougeot, 1979
1320. Micragone neonubifera Rougeot, 1979
1321. Micragone nubifera Rougeot, 1979
1322. Micragone nyasae Rougeot, 1962
1323. Micragone remota Darge, 2005
1324. Micragone rougeriei Bouyer, 2008
1325. Micragone trefurthi (Strand, 1909)
1326. Microdulia mirabilis (Rothschild, 1895)
1327. Mielkesia paranaensis (Rego Barros & Mielke, 1968)
1328. Molippa azuelensis Lemaire, 1976
1329. Molippa basina Maassen & Weyding, 1885
1330. Molippa basinoides Bouvier, 1926
1331. Molippa bertrandi Lemaire, 1982
1332. Molippa bertrandoides Brechlin & Meister, 2008
1333. Molippa binasa (Schaus, 1924)
1334. Molippa convergens (Walker, 1855)
1335. Molippa coracoralinae Lemaire & Tangerini, 2002
1336. Molippa cruenta (Walker, 1855)
1337. Molippa eophila (Dognin, 1908)
1338. Molippa flavocrinata Mabille, 1896
1339. Molippa larensis Lemaire, 1972
1340. Molippa latemedia (Druce, 1890)
1341. Molippa luzalessarum Naumann,Brosch & Wenczel, 2005
1342. Molippa nibasa Maassen & Weyding, 1885
1343. Molippa ninfa (Schaus, 1921)
1344. Molippa pearsoni Lemaire, 1982
1345. Molippa pilarae Naumann, Brosch, Wenczel & Bottger , 2005
1346. Molippa placida (Schaus, 1921)
1347. Molippa rosea (Druce, 1886)
1348. Molippa sabina Walker, 1855
1349. Molippa simillima Jones, 1907
1350. Molippa strigosa (Maassen & Weyding, 1885)
1351. Molippa superba (Burmeister, 1878)
1352. Molippa tusina (Schaus, 1921)
1353. Molippa wittmeri Lemaire, 1976
1354. Neocercophana philippii Izquierdo, 1895
1355. Neodiphthera albicera (Rothschild & Jordan, 1907)
1356. Neodiphthera aruensis U. Paukstadt, L. Paukstadt & Suhardjono, 2003
1357. Neodiphthera buruensis Brechlin, 2005
1358. Neodiphthera ceramensis (Bouvier, 1928)
1359. Neodiphthera decellei (Lemaire & Naessig, 2002)
1360. Neodiphthera elleri (Eckerlein, 1935)
1361. Neodiphthera excavus (Lane, 1995)
1362. Neodiphthera foucheri (Bouvier, 1928)
1363. Neodiphthera gazellae (Niepelt, 1934)
1364. Neodiphthera goodgeri (d`Abrera, 1998)
1365. Neodiphthera habemana Brechlin, 2005
1366. Neodiphthera intermedia (Bouvier, 1928)
1367. Neodiphthera joiceyi (Bouvier, 1928)
1368. Neodiphthera monacha (Staudinger, 1920)
1369. Neodiphthera papuana (Rothschild, 1904)
1370. Neodiphthera rhythmica (Turner, 1936)
1371. Neodiphthera roicki Brechlin, 2005
1372. Neodiphthera saccopoea (Turner, 1924)
1373. Neodiphthera sahulensis U. Paukstadt, L. Paukstadt & Suhardjono, 2003
1374. Neodiphthera schaarschmidti Brechlin, 2005
1375. Neodiphthera sciron (Westwood, 1881)
1376. Neodiphthera strandi (Niepelt, 1934)
1377. Neodiphthera strigata (Bethune-Baker, 1908)
1378. Neodiphthera sulphurea (Lane & Naumann, 2003)
1379. Neodiphthera talboti (Bouvier, 1928)
1380. Neodiphthera tennenti (Naessig & Lemaire, 2002)
1381. Neodiphthera venusta (Rothschild & Jordan, 1907)
1382. Neorcarnegia basirei (Schaus, 1892)
1383. Neorcarnegia bispinosa Naumann, 2006
1384. Nudaurelia aethiops Rothschild, 1907
1385. Nudaurelia allardi Rougeot, 1971
1386. Nudaurelia alopia (Westwood, 1849)
1387. Nudaurelia amathusia Weymer, 1909
1388. Nudaurelia anna (Maassen & Weymer, 1885)
1389. Nudaurelia antelata Darge, 2003
1390. Nudaurelia anthina (Karsch, 1892)
1391. Nudaurelia anthinoides Rougeot, 1978
1392. Nudaurelia bamendana (Schultze, 1914)
1393. Nudaurelia belayneshae Rougeot, 1978
1394. Nudaurelia benguelensis (Oberthuer, 1921)
1395. Nudaurelia bicolor Bouvier, 1930
1396. Nudaurelia bouvieri (Le Moult, 1933)
1397. Nudaurelia broschi Darge, 2002
1398. Nudaurelia camerunensis Bouvier, 1930
1399. Nudaurelia capdevillei Rougeot, 1979
1400. Nudaurelia carnegiei Janse, 1918
1401. Nudaurelia cleoris (Jordan, 1910)
1402. Nudaurelia cytherea (Fabricius, 1775)
1403. Nudaurelia dargei Bouyer, 2008
1404. Nudaurelia dione (Fabricius, 1793)
1405. Nudaurelia dionysae Rougeot, 1948
1406. Nudaurelia eblis (Strecker, 1878)
1407. Nudaurelia emini (Butler, 1888)
1408. Nudaurelia fasciata Gaede, 1927
1409. Nudaurelia flammeola Darge, 2002
1410. Nudaurelia germaini Bouvier, 1926
1411. Nudaurelia gschwandneri Rebel, 1917
1412. Nudaurelia gueinzii (Staudinger, 1872)
1413. Nudaurelia herbuloti Darge, 1992
1414. Nudaurelia hurumai Darge, 2003
1415. Nudaurelia jamesoni (Druce, 1890)
1416. Nudaurelia kiliensis Darge, 2009
1417. Nudaurelia kilumilorum Darge, 2002
1418. Nudaurelia kohlli Darge, 2009
1419. Nudaurelia krucki Hering, 1930
1420. Nudaurelia latifasciata Sonthonnax, 1901
1421. Nudaurelia lutea Bouvier, 1930
1422. Nudaurelia macrops Rebel, 1917
1423. Nudaurelia macrothyris (Rothschild, 1906)
1424. Nudaurelia mariae Bouyer, 2007
1425. Nudaurelia melanops (Bouvier, 1930)
1426. Nudaurelia michaelae Darge, 1975
1427. Nudaurelia mitfordi (Kirby, 1892)
1428. Nudaurelia murphyi Darge, 1992
1429. Nudaurelia myrtea Rebel, 1917
1430. Nudaurelia perscitus Darge, 1992
1431. Nudaurelia reducta (Rebel, 1917)
1432. Nudaurelia renvazorum Darge, 2002
1433. Nudaurelia rhodina (Rothschild, 1907)
1434. Nudaurelia richelmanni Weymer, 1908
1435. Nudaurelia rubra Bouvier, 1927
1436. Nudaurelia rubricostalis Kirby, 1892
1437. Nudaurelia staudingeri (Aurivillius, 1893)
1438. Nudaurelia ungemachti Bouvier, 1926
1439. Nudaurelia wahlbergi (Boisduval, 1847)
1440. Nudaurelia wahlbergina Rougeot, 1972
1441. Nudaurelia xanthomma Rothschild, 1907
1442. Oiticella brevis (Walker, 1855)
1443. Oiticella convergens (Herrich-Schaeffer, 1855)
1444. Oiticella luteciae (Bouvier, 1924)
1445. Opodiphthera astrophela Walker, 1855
1446. Opodiphthera carnea (Sonthonnax, 1899)
1447. Opodiphthera engaea Turner, 1922
1448. Opodiphthera eucalypti Scott, 1864
1449. Opodiphthera fervida Jordan, 1910
1450. Opodiphthera helena (White, 1843)
1451. Opodiphthera jurriaansei Van Eecke, 1933
1452. Opodiphthera loranthi Lucas, 1891
1453. Opodiphthera pristina Walker, 1865
1454. Opodiphthera tenimberensis Niepelt, 1934
1455. Ormiscodes amphinome (Fabricius, 1775)
1456. Ormiscodes bruchi (Koehler, 1930)
1457. Ormiscodes cinnamomea (Feisthamel, 1839)
1458. Ormiscodes cognata Philippi, 1859
1459. Ormiscodes joiceyi (Draudt, 1930)
1460. Ormiscodes lauta (Berg, 1881)
1461. Ormiscodes nigrolutea (Bouvier, 1924)
1462. Ormiscodes nigrosignata (Philippi, 1859)
1463. Ormiscodes penai Lemaire & Parra, 1995
1464. Ormiscodes rufosignata (Blanchard, 1852)
1465. Ormiscodes schmidtnielseni Lemaire, 1985
1466. Ormiscodes shapiroi Lemaire, 1978
1467. Ormiscodes socialis (Feisthamel, 1839)
1468. Orthogonioptilum adiegetum Karsch, 1893
1469. Orthogonioptilum adustum Jordan, 1922
1470. Orthogonioptilum andreasum Rougeot, 1967
1471. Orthogonioptilum apium Basquin, 1995
1472. Orthogonioptilum arnoldi Hering, 1932
1473. Orthogonioptilum bergeri Rougeot, 1962
1474. Orthogonioptilum bernardii Bouyer, 1990
1475. Orthogonioptilum bernaudi Darge, 1996
1476. Orthogonioptilum bimaculatum Rougeot, 1972
1477. Orthogonioptilum bouyeri Darge, 1990
1478. Orthogonioptilum brunneum Jordan, 1922
1479. Orthogonioptilum caecum Darge, 2003
1480. Orthogonioptilum chalix Jordan, 1922
1481. Orthogonioptilum chaminadei Darge, 1996
1482. Orthogonioptilum conspectum Rougeot, 1962
1483. Orthogonioptilum crystallinum Darge, 1993
1484. Orthogonioptilum csomaense Bouyer, 1992
1485. Orthogonioptilum dallastai Darge, 1988
1486. Orthogonioptilum dargei Basquin, 1992
1487. Orthogonioptilum deletum Jordan, 1922
1488. Orthogonioptilum diabolicum Rougeot, 1971
1489. Orthogonioptilum emmanuellae Basquin, 1995
1490. Orthogonioptilum falcatissimum Rougeot, 1971
1491. Orthogonioptilum fang Darge, 1990
1492. Orthogonioptilum filippii Darge, 1992
1493. Orthogonioptilum fontainei Rougeot, 1962
1494. Orthogonioptilum galleyi Basquin, 1992
1495. Orthogonioptilum garmsi Bouyer, 1995
1496. Orthogonioptilum herbuloti Darge, 1988
1497. Orthogonioptilum hodeberti Darge, 1988
1498. Orthogonioptilum ianthinum Rougeot, 1960
1499. Orthogonioptilum infernarum Darge, 1990
1500. Orthogonioptilum infinitum Darge, 1992
1501. Orthogonioptilum kahli Holland, 1921
1502. Orthogonioptilum kasaiensis Dufrane, 1953
1503. Orthogonioptilum kivuensis Bouyer, 1990
1504. Orthogonioptilum klinzigi Darge, 1988
1505. Orthogonioptilum lemairei Darge, 1986
1506. Orthogonioptilum loloense Basquin, 1995
1507. Orthogonioptilum luminosum (Bouvier, 1930)
1508. Orthogonioptilum modestum Rougeot, 1965
1509. Orthogonioptilum monochromum Karsch, 1893
1510. Orthogonioptilum neglectum Darge, 1995
1511. Orthogonioptilum neoprox Darge, 1992
1512. Orthogonioptilum nigrescens Bouyer, 1994
1513. Orthogonioptilum nimbaense Rougeot, 1962
1514. Orthogonioptilum obamba Darge, 1990
1515. Orthogonioptilum occidentalis Bouyer, 1995
1516. Orthogonioptilum ochraceum Rougeot, 1958
1517. Orthogonioptilum oremansi Darge, 2008
1518. Orthogonioptilum paveci Darge, 1992
1519. Orthogonioptilum perarcuatum Darge, 1993
1520. Orthogonioptilum piersoni Bouyer, 1989
1521. Orthogonioptilum prox Karsch, 1893
1522. Orthogonioptilum rougeoti Darge, 1973
1523. Orthogonioptilum sejunctum Darge, 1993
1524. Orthogonioptilum silvaticum Darge, 1992
1525. Orthogonioptilum solium Bouyer, 1990
1526. Orthogonioptilum subuelense Rougeot, 1972
1527. Orthogonioptilum tristis (Sonthonnax, 1899)
1528. Orthogonioptilum uelense Rougeot, 1967
1529. Orthogonioptilum umbrulatum Basquin, 1995
1530. Orthogonioptilum vestigiatum (Holland, 1893)
1531. Orthogonioptilum violascens (Rebel, 1914)
1532. Othorene cadmus (Herrich-Schaeffer, 1854)
1533. Othorene hodeva (Druce, 1904)
1534. Othorene purpurascens (Schaus, 1905)
1535. Othorene verana Schaus, 1900
1536. Oxytenis albilunulata Schaus, 1912
1537. Oxytenis angulata (Cramer, 1775)
1538. Oxytenis aravaca Jordan, 1924
1539. Oxytenis beprea Druce, 1886
1540. Oxytenis bicornis Jordan, 1924
1541. Oxytenis epiphaea Jordan, 1924
1542. Oxytenis erosa Jordan, 1924
1543. Oxytenis ferruginea (Walker, 1855)
1544. Oxytenis gigantea (Druce, 1890)
1545. Oxytenis leda Druce, 1906
1546. Oxytenis mirabilis (Cramer, 1780)
1547. Oxytenis modestia (Cramer, 1780)
1548. Oxytenis naemia Druce, 1906
1549. Oxytenis nubila Jordan, 1924
1550. Oxytenis peregrina (Cramer, 1780)
1551. Oxytenis plettina Jordan, 1924
1552. Oxytenis sobrina Jordan, 1924
1553. Oxytenis spadix Jordan, 1924
1554. Oxytenis zerbina (Cramer, 1780)
1555. Paradaemonia balsasensis C. Mielke & Furtado, 2005
1556. Paradaemonia berlai Oiticica Filho, 1946
1557. Paradaemonia castanea (W. Rothschild, 1907)
1558. Paradaemonia gravis (Jordan, 1922)
1559. Paradaemonia mayi (Jordan, 1922)
1560. Paradaemonia nycteris (Jordan, 1922)
1561. Paradaemonia orsilochus (Maassen, 1869)
1562. Paradaemonia platydesmia (W. Rothschild, 1907)
1563. Paradaemonia pluto (Westwood, 1854)
1564. Paradaemonia ruschii May & Oiticica Filho, 1943
1565. Paradaemonia samba (Schaus, 1906)
1566. Paradaemonia terrena (Jordan, 1922)
1567. Paradaemonia thelia (Jordan, 1922)
1568. Paradirphia andicola Lemaire, 2002
1569. Paradirphia antonia (Dognin, 1911)
1570. Paradirphia boudinoti Lemaire & Wolfe, 1990
1571. Paradirphia citrina (Druce, 1886)
1572. Paradirphia coprea (Draudt, 1930)
1573. Paradirphia estivalisae Guerrero & Passola, 2003
1574. Paradirphia fumosa (R. Felder & Rogenhofer, 1874)
1575. Paradirphia geneforti (Bouvier, 1923)
1576. Paradirphia hoegei (Druce, 1886)
1577. Paradirphia ibarai Balcazar, 1999
1578. Paradirphia lasiocampina (R. Felder & Rogenhofer, 1874)
1579. Paradirphia manes (Druce, 1897)
1580. Paradirphia oblita (Lemaire, 1976)
1581. Paradirphia rectilineata Wolfe, 1994
1582. Paradirphia semirosea (Walker, 1855)
1583. Paradirphia torva (Weymer, 1907)
1584. Paradirphia valverdei Lemaire & Wolfe, 1990
1585. Paradirphia winifredae Lemaire & Wolfe, 1990
1586. Pararhodia daviesorum Lemaire, 1979
1587. Pararhodia gyra (W. Rothschild & Jordan, 1905)
1588. Pararhodia meeki (Jordan, 1908)
1589. Pararhodia rotalis U. Paukstadt, L. Paukstadt & Suhardjono, 1992
1590. Pararhodia setekwa d`Abrera, 1998
1591. Parusta thelxinoe Fawcett, 1915
1592. Parusta xanthops Rothschild, 1907
1593. Periga angulosa (Lemaire, 1972)
1594. Periga anitae Naumann, Brosch & Wenczel, 2005
1595. Periga armata (Lemaire, 1973)
1596. Periga aurantiaca (Lemaire, 1972)
1597. Periga bispinosa (Lemaire, 1972)
1598. Periga boettgerorum Naumann, Brosch & Wenczel, 2005
1599. Periga brechlini Naumann, Brosch & Wenczel, 2005
1600. Periga circumstans Walker, 1855
1601. Periga cluacina (Druce, 1886)
1602. Periga cynira (Cramer, 1777)
1603. Periga elsa (Lemaire, 1973)
1604. Periga extensiva Lemaire, 2002
1605. Periga falcata Walker, 1855
1606. Periga galbimaculata (Lemaire, 1972)
1607. Periga gueneei (Lemaire, 1973)
1608. Periga herbini Lemaire, 2002
1609. Periga inexpectata (Lemaire, 1972)
1610. Periga insidiosa (Lemaire, 1972)
1611. Periga intensiva (Lemaire, 1973)
1612. Periga kindli Lemaire, 1993
1613. Periga kishidai Naumann, Brosch & Wenczel, 2005
1614. Periga lichyi (Lemaire, 1972)
1615. Periga lobulata Lemaire, 2002
1616. Periga occidentalis (Lemaire, 1972)
1617. Periga parvibulbacea (Lemaire, 1972)
1618. Periga prattorum (Lemaire, 1972)
1619. Periga rasplusi (Lemaire, 1985)
1620. Periga sanguinea Lemaire, 2002
1621. Periga spatulata (Lemaire, 1973)
1622. Periga squamosa (Lemaire, 1972)
1623. Periphoba albata (Draudt, 1930)
1624. Periphoba arcaei (Druce, 1886)
1625. Periphoba attali Lemaire & Terral, 1994
1626. Periphoba augur (Bouvier, 1929)
1627. Periphoba aurata Lemaire, 1994
1628. Periphoba courtini Lemaire, 1994
1629. Periphoba galmeidai Mielke & Furtado, 2006
1630. Periphoba hircia (Cramer, 1775)
1631. Periphoba moseri Mielke & Furtado, 2006
1632. Periphoba nigra (Dognin, 1901)
1633. Periphoba ockendeni Lemaire, 1995
1634. Periphoba parallela (Schaus, 1921)
1635. Periphoba pessoai Mielke & Furtado, 2006
1636. Periphoba porioni Lemaire, 1982
1637. Periphoba tangerini Mielke & Furtado, 2006
1638. Periphoba tarapoto Lemaire, 2002
1639. Periphoba unicolor (Lemaire, 1977)
1640. Perisomena alatauica (Bang-Haas, 1936)
1641. Perisomena caecigena (Kupido, 1825)
1642. Perisomena codyi (Peigler, 1996)
1643. Perisomena haraldi (Schawerda, 1922)
1644. Perisomena huttoni (Moore, 1862)
1645. Perisomena stoliczkana (Felder & Felder, 1874)
1646. Perisomena svenihedini (Hering, 1936)
1647. Polythysana apollina R. Felder & Rogenhofer, 1874
1648. Polythysana cinerascens (Philippi, 1859)
1649. Polythysana rubrescens (Blanchard, 1852)
1650. Procitheronia fenestrata (W. Rothschild, 1907)
1651. Procitheronia principalis (Walker, 1855)
1652. Procitheronia purpurea (Oiticica, 1930)
1653. Prohylesia friburgensis (Schaus, 1915)
1654. Prohylesia peruviana Lemaire, 1982
1655. Prohylesia rosalinda Draudt, 1929
1656. Prohylesia zikani Draudt, 1929
1657. Protogynanisa athletoides Rougeot, 1971
1658. Protogynanisa probsti Bouyer, 2001
1659. Pselaphelia antelata Darge, 2003
1660. Pselaphelia arenivaga Darge, 2003
1661. Pselaphelia aurata Bouyer, 1992
1662. Pselaphelia dentifera (Maassen & Weyding, 1885)
1663. Pselaphelia flavivitta (Walker, 1862)
1664. Pselaphelia gemmifera (Butler, 1878)
1665. Pselaphelia hurumai Darge, 2003
1666. Pselaphelia laclosi Darge, 2002
1667. Pselaphelia mariaetheresae Darge, 2002
1668. Pselaphelia neglecta Darge, 2003
1669. Pselaphelia noellae Bouyer, 2008
1670. Pselaphelia oremansi Darge, 2008
1671. Pselaphelia vandenberghei Bouyer, 1992
1672. Pselaphelia vingerhoedti Bouyer, 2008
1673. Pseudantheraea discrepans (Butler, 1878)
1674. Pseudantheraea imperator Rougeot, 1962
1675. Pseudaphelia ansorgei Rothschild, 1898
1676. Pseudaphelia apollinaris (Boisduval, 1847)
1677. Pseudaphelia dialitha Tams, 1930
1678. Pseudaphelia flava Bouvier, 1930
1679. Pseudaphelia flavomarginata Gaede, 1915
1680. Pseudaphelia karemii Bouvier, 1927
1681. Pseudaphelia luteola Bouvier, 1930
1682. Pseudaphelia roseibrunnea Gaede, 1927
1683. Pseudaphelia simplex Rebel, 1906
1684. Pseudautomeris antioquia (Schaus, 1921)
1685. Pseudautomeris boettgeri Naumann, Brosch & Wenczel, 2005
1686. Pseudautomeris brasiliensis (Walker, 1855)
1687. Pseudautomeris chinchipensis Racheli & Racheli, 2006
1688. Pseudautomeris coronis (Schaus, 1913)
1689. Pseudautomeris erubescens (Boisduval, 1875)
1690. Pseudautomeris fimbridentata (Dognin, 1916)
1691. Pseudautomeris grammivora (Jones, 1908)
1692. Pseudautomeris hubneri (Boisduval, 1875)
1693. Pseudautomeris irene (Cramer, 1779)
1694. Pseudautomeris lata (Conte, 1906)
1695. Pseudautomeris luteata (Walker, 1865)
1696. Pseudautomeris ophthalmica (Moore, 1883)
1697. Pseudautomeris pohli Lemaire, 1967
1698. Pseudautomeris porifera (Strand, 1920)
1699. Pseudautomeris salmonea (Cramer, 1777)
1700. Pseudautomeris stawiarskii (Gagarin, 1936)
1701. Pseudautomeris subcoronis Lemaire, 1967
1702. Pseudautomeris toulgoeti Lemaire, 2002
1703. Pseudautomeris yourii Lemaire, 1985
1704. Pseudimbrasia deyrollei (Thomson, 1858)
1705. Pseudobunaea alinda (Drury, 1782)
1706. Pseudobunaea barnsi Bouvier, 1930
1707. Pseudobunaea bjornstadi Bouyer, 2006
1708. Pseudobunaea callista (Jordan, 1910)
1709. Pseudobunaea cleopatra (Aurivillius, 1893)
1710. Pseudobunaea cyrene (Weymer, 1909)
1711. Pseudobunaea dayensis Rougeot, Bourgogne & Laporte, 1991
1712. Pseudobunaea deaconi Stoneham, 1962
1713. Pseudobunaea epithyrena (Maassen & Weyding, 1885)
1714. Pseudobunaea heyeri (Weymer, 1896)
1715. Pseudobunaea illustris Weymer, 1901
1716. Pseudobunaea immaculata Bouvier, 1930
1717. Pseudobunaea inornata (Sonthonnax, 1901)
1718. Pseudobunaea irius (Fabricius, 1793)
1719. Pseudobunaea melinde (Maassen & Weyding, 1885)
1720. Pseudobunaea meloui (Riel, 1910)
1721. Pseudobunaea morlandi (Rothschild, 1907)
1722. Pseudobunaea natalensis (Aurivillius, 1893)
1723. Pseudobunaea orientalis Rougeot, 1972
1724. Pseudobunaea pallens (Sonthonnax, 1901)
1725. Pseudobunaea parathyrrhena (Bouvier, 1927)
1726. Pseudobunaea redlichi (Weymer, 1901)
1727. Pseudobunaea tyrrhena (Westwood, 1849)
1728. Pseudobunaea vingerhoedti Bouyer, 2004
1729. Pseudodirphia agis (Cramer, 1775)
1730. Pseudodirphia alba (Druce, 1911)
1731. Pseudodirphia albosignata (Bouvier, 1924)
1732. Pseudodirphia alticola Lemaire, 2002
1733. Pseudodirphia andicola Bouvier, 1930
1734. Pseudodirphia biremis (Draudt, 1930)
1735. Pseudodirphia boliviana Lampe, 2004
1736. Pseudodirphia catarinensis (Lemaire, 1975)
1737. Pseudodirphia choroniensis (Lemaire, 1975)
1738. Pseudodirphia conjuncta Lemaire, 2002
1739. Pseudodirphia cupripuncta Lemaire, 1982
1740. Pseudodirphia ducalis Lemaire, 2002
1741. Pseudodirphia eumedide (Stoll, 1782)
1742. Pseudodirphia eumedidoides (Vuillot, 1892)
1743. Pseudodirphia guyanensis (Lemaire, 1975)
1744. Pseudodirphia herbuloti (Lemaire, 1975)
1745. Pseudodirphia imperialis (Draudt, 1930)
1746. Pseudodirphia infuscata (Bouvier, 1924)
1747. Pseudodirphia lacsa Lemaire, 1996
1748. Pseudodirphia lesieuri Lemaire, 2002
1749. Pseudodirphia medinensis (Draudt, 1930)
1750. Pseudodirphia menander (Druce, 1886)
1751. Pseudodirphia mexicana (Bouvier, 1924)
1752. Pseudodirphia niceros (Dognin, 1911)
1753. Pseudodirphia obliqua (Bouvier, 1924)
1754. Pseudodirphia pallida (Walker, 1865)
1755. Pseudodirphia peruviana (Bouvier, 1924)
1756. Pseudodirphia regia (Draudt, 1930)
1757. Pseudodirphia sanctimartinensis Lemaire, 2002
1758. Pseudodirphia sinuosa Lemaire, 2002
1759. Pseudodirphia theodorici Lemaire, 1982
1760. Pseudodirphia thiaucourti Lemaire, 1982
1761. Pseudodirphia undulata Lemaire, 2002
1762. Pseudodirphia uniformis (Lemaire, 1975)
1763. Pseudodirphia varia (Walker, 1855)
1764. Pseudoludia nyungwe Bouyer, 1988
1765. Pseudoludia suavis (Rothschild, 1907)
1766. Psigida basalis (Michener, 1952)
1767. Psigida walkeri (Grote, 1867)
1768. Psilopygida crispula (Dognin, 1905)
1769. Psilopygoides oda (Schaus, 1905)
1770. Ptiloscola bipunctata Lemaire, 1972
1771. Ptiloscola burmeisteri Meister & Brechlin, 2008
1772. Ptiloscola cinerea (Schaus, 1900)
1773. Ptiloscola dargei Lemaire, 1971
1774. Ptiloscola descimoni Lemaire, 1971
1775. Ptiloscola lilacina (Schaus, 1900)
1776. Ptiloscola paraguayensis Brechlin, Meister & Drechsel, 2008
1777. Ptiloscola photophila (W. Rothschild, 1907)
1778. Ptiloscola rorerae (Schaus, 1928)
1779. Ptiloscola surrotunda (Dyar, 1925)
1780. Ptiloscola wellingi Lemaire, 1971
1781. Ptiloscola wolfei Brechlin & Meister, 2008
1782. Rachesa adusta (W. Rothschild, 1907)
1783. Rachesa breteuili (Bouvier, 1927)
1784. Rachesa nisa (Druce, 1904)
1785. Rachesa reventador Lemaire, 1975
1786. Rhescyntis descimoni Lemaire, 1975
1787. Rhescyntis gigantea Bouvier, 1930
1788. Rhescyntis hermes (W. Rothschild, 1907)
1789. Rhescyntis hippodamia (Cramer, 1777)
1790. Rhescyntis pseudomartii Lemaire, 1976
1791. Rhescyntis reducta Becker & Camargo, 2001
1792. Rhodinia broschi Brechlin, 2001
1793. Rhodinia davidi (Oberthuer, 1886)
1794. Rhodinia fugax (Butler, 1877)
1795. Rhodinia grigauti Le Moult, 1933
1796. Rhodinia jankowskii (Oberthuer, 1880)
1797. Rhodinia newara (Moore, 1872)
1798. Rhodinia rudloffi Brechlin, 2001
1799. Rhodinia szechuanensis Mell, 1938
1800. Rhodinia tenzingyatsoi Naumann, 2001
1801. Rhodinia verecunda Inoue, 1984
1802. Rhodirphia carminata (Schaus, 1902)
1803. Rinaca anna (Moore, 1865)
1804. Rinaca bieti Oberthuer, 1886
1805. Rinaca boisduvalii (Eversmann, 1846)
1806. Rinaca bonita (Jordan, 1911)
1807. Rinaca cachara (Moore, 1872)
1808. Rinaca chinensis Rebel, 1925
1809. Rinaca chinghaina Chu & Wang, 1993
1810. Rinaca fukudai (Sonan, 1937)
1811. Rinaca grotei Moore, 1859
1812. Rinaca heinrichi (Lemaire, 1976)
1813. Rinaca japonica (Moore, 1872)
1814. Rinaca jonasi (Butler, 1877)
1815. Rinaca kansuensis Mell, 1939
1816. Rinaca kitchingi Brechlin, 2001
1817. Rinaca lindia (Moore, 1865)
1818. Rinaca microcaligula Naessig, 1994
1819. Rinaca naumanni Brechlin, 2001
1820. Rinaca simla (Westwood, 1847)
1821. Rinaca thibeta (Westwood, 1854)
1822. Rinaca tsinlingshanis Mell, 1939
1823. Rinaca winbrechlini Brechlin, 2000
1824. Rinaca witti Brechlin, 1997
1825. Rinaca yunnana (Mell, 1939)
1826. Rinaca zuleika Hope, 1843
1827. Rohaniella guineensis Bouvier, 1927
1828. Rohaniella pygmaea (Maassen & Weyding, 1885)
1829. Rothschildia amoena Jordan, 1911
1830. Rothschildia arethusa (Walker, 1855)
1831. Rothschildia aricia (Walker, 1855)
1832. Rothschildia aurota (Cramer, 1775)
1833. Rothschildia belus (Maassen, 1873)
1834. Rothschildia chiris W. Rothschild, 1907
1835. Rothschildia cincta (Tepper, 1883)
1836. Rothschildia condor (Staudinger, 1894)
1837. Rothschildia erycina (Shaw, 1796)
1838. Rothschildia forbesi Benjamin, 1934
1839. Rothschildia hesperus (Linnaeus, 1758)
1840. Rothschildia hopfferi (C. & R. Felder, 1859)
1841. Rothschildia jacobaeae (Walker, 1855)
1842. Rothschildia jorulla (Westwood, 1854)
1843. Rothschildia jorulloides (Dognin, 1895)
1844. Rothschildia lebeau (Guerin-Meneville, 1868)
1845. Rothschildia maurus (Burmeister, 1879)
1846. Rothschildia orizaba (Westwood, 1854)
1847. Rothschildia paucidentata Lemaire, 1971
1848. Rothschildia prionia W. Rothschild, 1907
1849. Rothschildia renatae Lampe, 1985
1850. Rothschildia roxana Schaus, 1905
1851. Rothschildia schreiteriana Breyer & Orfila, 1945
1852. Rothschildia triloba W. Rothschild, 1907
1853. Rothschildia tucumani (Dognin, 1901)
1854. Rothschildia zacateca (Westwood, 1854)
1855. Salassa belinda Witt & Pugaev, 2007
1856. Salassa bhutanensis Brechlin, 2009
1857. Salassa excellens Bryk, 1944
1858. Salassa fansipana Brechlin, 1997
1859. Salassa iris Jordan, 1910
1860. Salassa lemaii Le Moult, 1933
1861. Salassa lola (Westwood, 1847)
1862. Salassa megastica Swinhoe, 1894
1863. Salassa mesosa Jordan, 1910
1864. Salassa olivacea Oberthuer, 1890
1865. Salassa royi Elwes, 1887
1866. Salassa thespis (Leech, 1890)
1867. Salassa tibaliva Chu & Wang, 1993
1868. Salassa tonkiniana Le Moult, 1933
1869. Samia abrerai Naumann & Peigler, 2001
1870. Samia canningi (Hutton, 1859)
1871. Samia ceramensis (Bouvier, 1927)
1872. Samia cynthia (Drury, 1773)
1873. Samia fulva Jordan, 1911
1874. Samia insularis (Snellen von Vollenhoven, 1862)
1875. Samia kohlli Naumann & Peigler, 2001
1876. Samia luzonica (Watson, 1914)
1877. Samia naessigi Naumann & Peigler, 2001
1878. Samia naumanni U. Paukstadt, Peigler & L. Paukstadt, 1998
1879. Samia peigleri Naumann & Naessig, 1995
1880. Samia pryeri (Butler, 1878)
1881. Samia ricini (Donovan, 1798)
1882. Samia tetrica (Rebel, 1924)
1883. Samia treadawayi Naumann, 1998
1884. Samia vandenberghi (Watson, 1915)
1885. Samia wangi Naumann & Peigler, 2001
1886. Samia watsoni (Oberthuer, 1914)
1887. Samia yayukae U. Paukstadt, Peigler & L. Paukstadt, 1993
1888. Saturnia atlantica Lucas, 1848
1889. Saturnia cameronensis Lemaire, 1979
1890. Saturnia centralis Naumann & Loeffler, 2005
1891. Saturnia cidosa Moore, 1865
1892. Saturnia cognata Jordan in Seitz, 1911
1893. Saturnia luctifera Jordan in Seitz, 1911
1894. Saturnia pinratanai Lampe, 1989
1895. Saturnia pyretorum Westwood, 1847
1896. Saturnia pyri (Denis & Schiffermueller, 1775)
1897. Schausiella arpi (Schaus, 1892)
1898. Schausiella carabaya (W. Rothschild, 1907)
1899. Schausiella denhezorum Lemaire, 1969
1900. Schausiella janeira (Schaus, 1892)
1901. Schausiella longispina (W. Rothschild, 1907)
1902. Schausiella moinieri Lemaire, 1969
1903. Schausiella polybia (Stoll, 1781)
1904. Schausiella santarosensis Lemaire, 1982
1905. Schausiella spitzi Travassos, 1958
1906. Schausiella subochreata (Schaus, 1904)
1907. Schausiella toulgoeti Lemaire, 1969
1908. Scolesa hypoxantha (W. Rothschild, 1907)
1909. Scolesa leucantha (Boisduval, 1872)
1910. Scolesa nebulosa Lemaire, 1971
1911. Scolesa totoma (Schaus, 1900)
1912. Scolesa viettei Travassos, 1959
1913. Scolesa vinacea (W. Rothschild, 1907)
1914. Sinobirma malaisei (Bryk, 1944)
1915. Solus drepanoides (Moore, 1866)
1916. Solus parvifenestratus Bryk, 1944
1917. Syntherata apicalis Bouvier, 1928
1918. Syntherata brunnea Eckerlein, 1935
1919. Syntherata doboensis U. & L. Paukstadt, 2004
1920. Syntherata godeffroyi Butler, 1882
1921. Syntherata innescens Naumann & Brechlin, 2001
1922. Syntherata janetta (White, 1843)
1923. Syntherata leonae Lane, 2003
1924. Syntherata malukuensis U. Paukstadt & L. Paukstadt, 2005
1925. Syntherata naessigi Peigler, 1992
1926. Syntherata pristina (Walker, 1865)
1927. Syntherata sinjaevi Naumann & Brechlin, 2001
1928. Syssphinx albolineata (Grote & Robinson, 1866)
1929. Syssphinx amena (Travassos, 1941)
1930. Syssphinx bicolor (Harris, 1841)
1931. Syssphinx bidens (W. Rothschild, 1907)
1932. Syssphinx bisecta (Lintner, 1879)
1933. Syssphinx blanchardi (Ferguson, 1971)
1934. Syssphinx chocoensis Lemaire, 1988
1935. Syssphinx colla Dyar, 1907
1936. Syssphinx colloida (Dyar, 1925)
1937. Syssphinx digueti (Bouvier, 1929)
1938. Syssphinx erubescens (Boisduval, 1872)
1939. Syssphinx gadouae (Lemaire, 1971)
1940. Syssphinx gomezi Lemaire, 1984
1941. Syssphinx heiligbrodti (Harvey, 1877)
1942. Syssphinx hubbardi Dyar, 1903
1943. Syssphinx jasonoides (Lemaire, 1971)
1944. Syssphinx malinalcoensis (Lemaire, 1975)
1945. Syssphinx mexicana (Boisduval, 1872)
1946. Syssphinx modena Dyar, 1913
1947. Syssphinx molina (Cramer, 1780)
1948. Syssphinx montana (Packard, 1905)
1949. Syssphinx ocellata (W. Rothschild, 1907)
1950. Syssphinx pescadori Lemaire, 1988
1951. Syssphinx quadrilineata (Grote & Robinson, 1867)
1952. Syssphinx raspa (Boisduval, 1872)
1953. Syssphinx smithi (Druce, 1904)
1954. Syssphinx thiaucourti (Lemaire, 1975)
1955. Syssphinx xanthina Lemaire, 1984
1956. Syssphinx yucatana (Druce, 1904)
1957. Tagoropsis expansa (Darge, 2008)
1958. Tagoropsis flavinata (Walker, 1865)
1959. Tagoropsis genoviefae Rougeot, 1950
1960. Tagoropsis hanningtoni (Butler, 1883)
1961. Tagoropsis hecqui Bouyer, 1989
1962. Tagoropsis ikondae Rougeot, 1973
1963. Tagoropsis kaguruensis (Darge, 2008)
1964. Tagoropsis lupina Rothschild, 1907
1965. Tagoropsis mbiziensis (Darge, 2008)
1966. Tagoropsis mulanjensis (Darge, 2008)
1967. Tagoropsis rougeoti Fletcher, 1952
1968. Tagoropsis rungwensis (Darge, 2008)
1969. Tagoropsis sabulosa Rothschild, 1907
1970. Tagoropsis songeana strand, 1911
1971. Therinia amphira Druce, 1890
1972. Therinia buckleyi Druce, 1890
1973. Therinia celata Jordan, 1924
1974. Therinia diffissa Jordan, 1924
1975. Therinia geometraria (Felder, 1862)
1976. Therinia lactucina (Cramer, 1780)
1977. Therinia paulina Jordan, 1924
1978. Therinia podaliriaria (Westwood, 1841)
1979. Therinia spinicauda Jordan, 1924
1980. Therinia stricturaria (Huebner, 1825)
1981. Therinia terminalis Jordan, 1924
1982. Therinia transversaria Druce, 1887
1983. Titaea lemoulti (Schaus, 1905)
1984. Titaea orsinome Huebner, 1823
1985. Titaea raveni Johnson & Michener, 1948
1986. Titaea tamerlan (Maassen, 1869)
1987. Titaea timur (Fassl, 1915)
1988. Travassosula mulierata Lemaire, 1971
1989. Travassosula subfumata (Schaus, 1921)
1990. Ubaena dolabella (Druce, 1886)
1991. Ubaena fuelleborniana Karsch, 1900
1992. Ubaena lequeuxi Darge & Terral, 1988
1993. Ubaena periculosa Darge & Terral, 1988
1994. Ubaena sabunii Darge & Kilumile, 2004
1995. Urota sinope (Westwood, 1849)
1996. Usta alba Terral & Lequeux, 1991
1997. Usta angulata Rothschild, 1895
1998. Usta biplaga Rebel, 1912
1999. Usta grantae Terral & Lequeux, 1991
2000. Usta subangulata Bouvier, 1930
2001. Usta terpsichore (Maassen & Weyding, 1885)
2002. Usta wallengrenii (C. Felder & R. Felder, 1859)
2003. Vegetia dewitzi (Maassen & Weymer, 1886)
2004. Vegetia ducalis Jordan, 1922
2005. Vegetia grimmia (Geyer, 1831)
2006. Vegetia legraini Bouyer, 2004
2007. Xanthodirphia abbreviata Becker & Chacon, 2001
2008. Xanthodirphia amarilla (Schaus, 1908)